# Relique
Pour la nouvelle de Guy de Maupassant, voir La Relique.

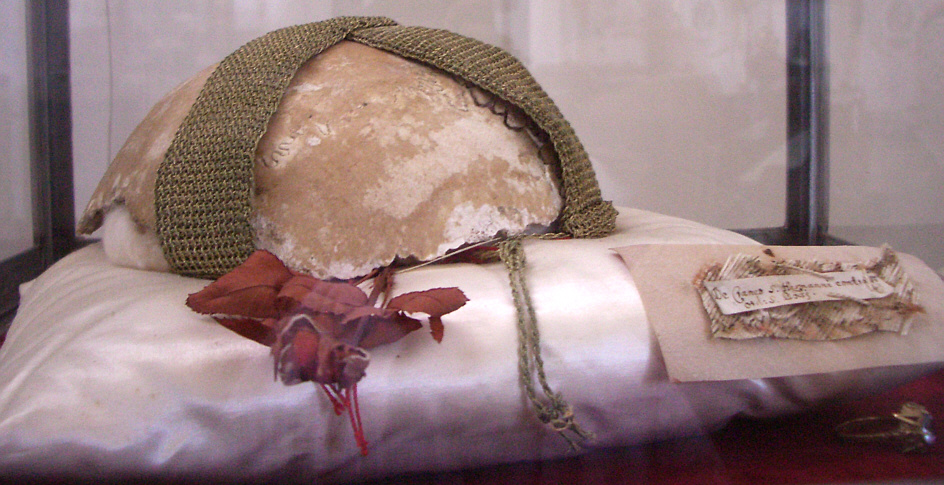
Relique de saint Hermann de Reichenau.

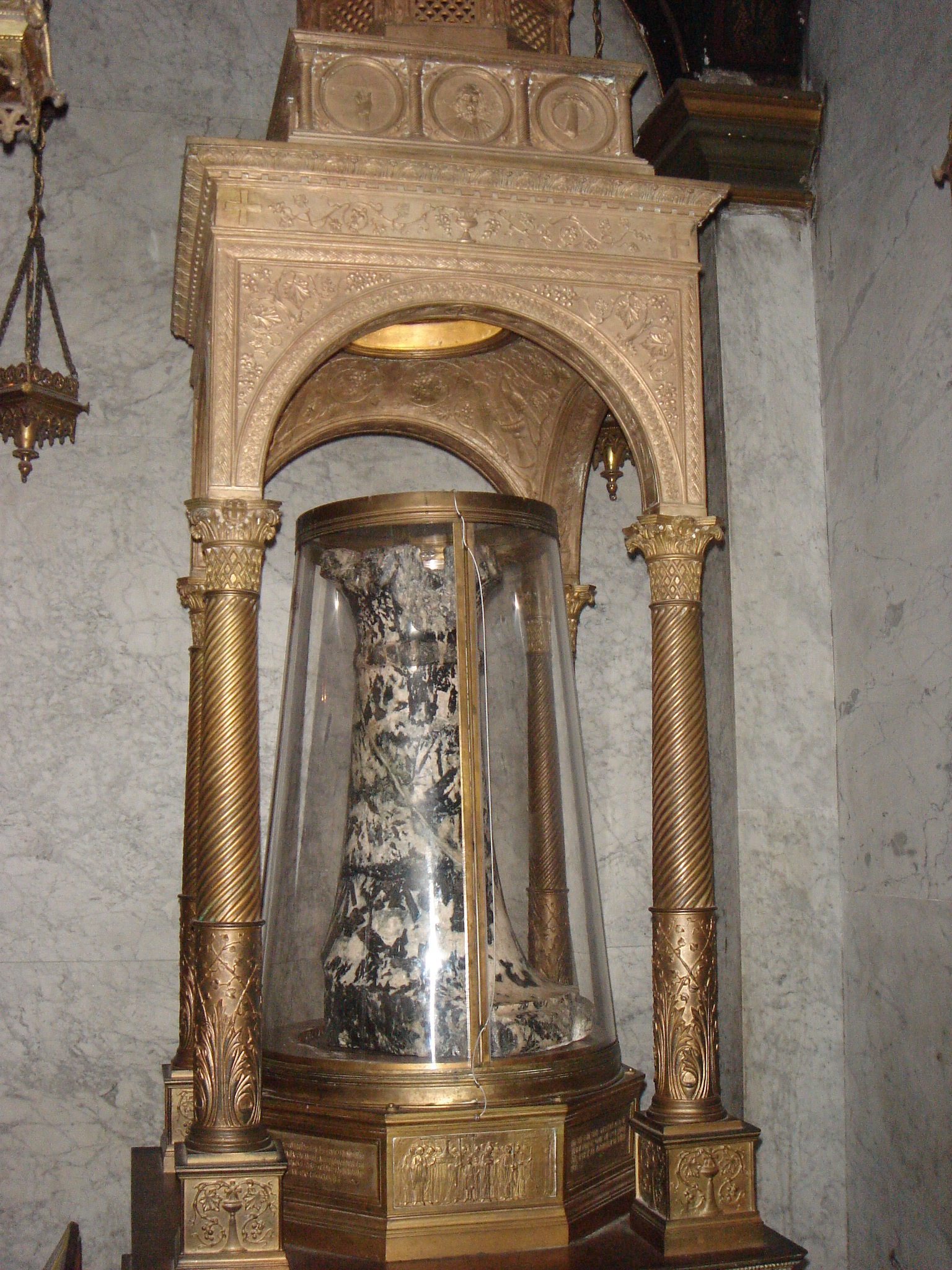
Colonne de la flagellation, (basilique Sainte-Praxède, Rome).

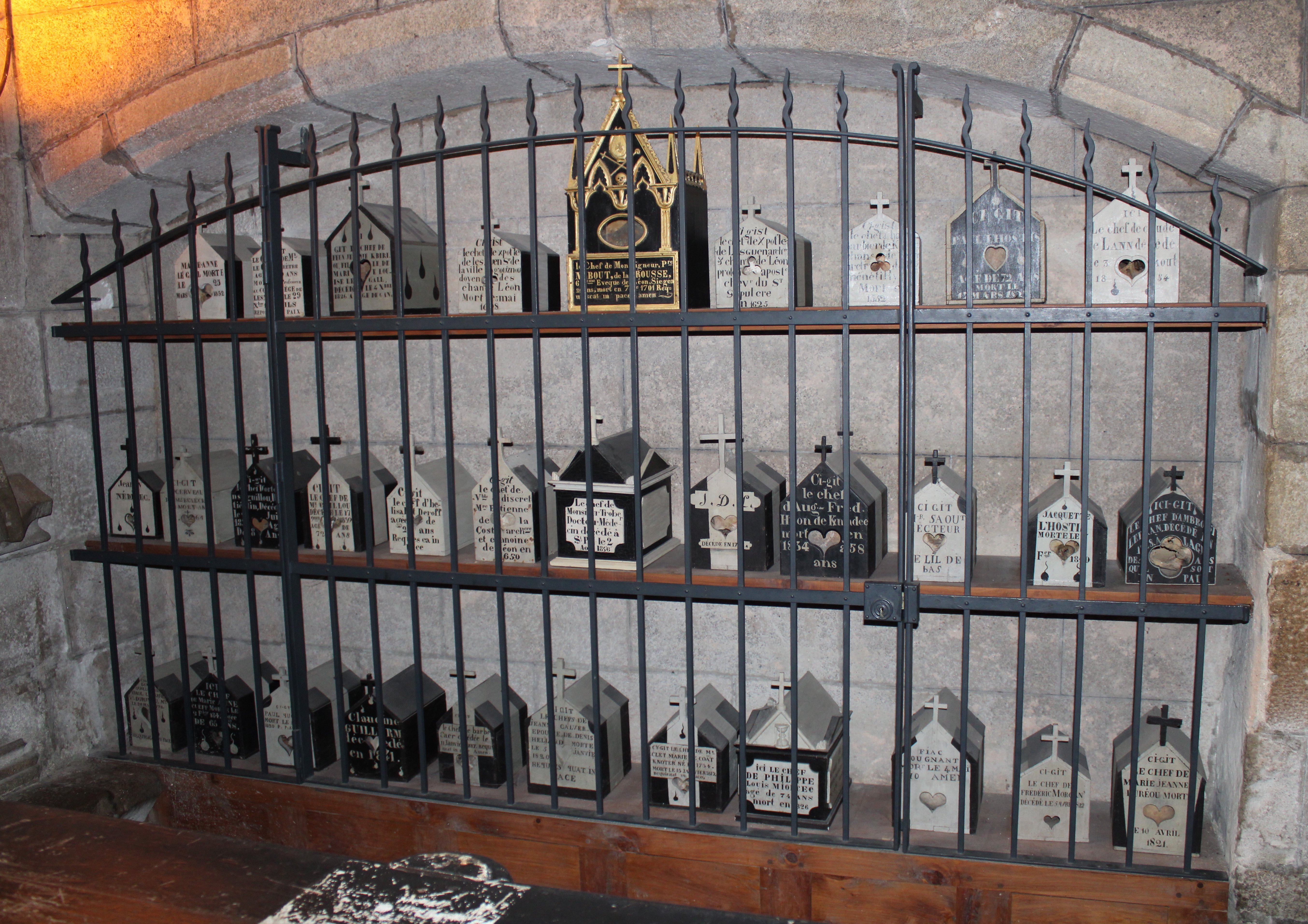
Niche où sont exposées les reliques de chefs (crânes ou os de la tête) de 32 personnages ayant vécu entre le XVIe siècle et le XIX dans l'église Saint-Paul-Aurélien de Saint-Pol-de-Léon.

Les reliques (du latin reliquiae, « restes ») sont les restes matériels qu'a ou qu'aurait laissés derrière elle en mourant une personne vénérée : soit des parties de son corps, soit d'autres objets qu'elle a, ou avait, pour certains croyants, sanctifiés par son contact. Le culte des reliques reposant sur le possible transfert de la sacralité du corps saint sur la personne qui les touche, leur émiettement multiplie leurs bienfaits puisque chaque parcelle conserve la charge sacrale primitive. La conservation et le culte de dulie relative de ces restes (la vénération des reliques des saints), sont une pratique en vigueur dans plusieurs religions. Il en découle des croyances et des pratiques religieuses variées, mais aussi de vifs débats quant à leur authenticité, le commerce ou le culte quasi superstitieux dont elles ont été ou sont encore l'objet, les « détracteurs » des reliques qui pratiquent le scepticisme scientifique n’ayant souvent pas plus d’arguments décisifs pour prouver leur fausseté ou cette superstition que les défenseurs pour prouver leur authenticité, leur virtus ou leur potestas réelles.
À partir du siècle des Lumières qui voit les philosophes et écrivains de l'Encyclopédie combattre l'obscurantisme religieux, il y a un glissement des reliques de saints vers les reliques profanes de grands personnages historiques.

## Les grandes religions face à la vénération des reliques
Aussi bien au sein du bouddhisme que du christianisme et de l'islam, la vénération des reliques crée spontanément plusieurs clivages. Certains croyants les vénèrent. Les autres croyants se divisent eux-mêmes en trois groupes. Les premiers encouragent ce culte tout simplement par cupidité, vu que la possession de telles reliques peut engendrer des revenus non négligeables. Les seconds le tolèrent, voire l'encouragent, dans la pensée qu'il faut garder prise sur la religiosité populaire en essayant de la canaliser vers des formes de vie religieuse plus évoluées. Enfin un troisième groupe considère qu'il faut combattre la superstition sans complaisance, et sans hésiter à détruire les objets de la vénération populaire. C'est le cas surtout des protestants du XVIe siècle, à partir de Luther et Calvin.
Il est évident que la relique remplit une fonction et que son existence répond à un besoin profond ou à une tendance de fond de la vie religieuse, puisque ce phénomène se manifeste spontanément au sein de sociétés très diverses, même antireligieuses. Ainsi, même le communisme athée soviétique conserve précieusement dans un mausolée sur la Place rouge de Moscou le corps momifié de Lénine dans un reliquaire de verre très semblable à celui de sainte Bernadette Soubirous, et on s'y rend en pèlerinage de tous les coins de l'ex-Union soviétique.
À qui servent donc les reliques ? Plusieurs réponses sont possibles selon le point de vue où l'on se place : théologique, psychologique, ethnologique ou sociologique. Chaque religion développe à ce sujet des arguments proprement théologiques, qui généralement font débat (parfois de manière très animée, jusqu'à la destruction des objets considérés).

## Les grandes reliques en tant que palladium
L'esprit moderne, qui considère la religion comme une affaire personnelle, a tendance à comprendre le phénomène du seul point de vue de la psychologie et de la religiosité individuelle. Or cet aspect des choses n'est pas premier dans l'histoire des religions. L'existence des reliques répond d'abord à un besoin collectif d'identité et de sécurité.
Dans la tradition gréco-romaine, le palladium est une statue de Pallas-Athéna tombée du ciel et récupérée par le fondateur mythique de la cité de Troie. Elle rendait inexpugnable la cité qui le détenait, Athéna étant la déesse des citadelles. Selon la tradition grecque, le palladium avait été dérobé par Ulysse et Diomède pour s'assurer de l'issue de la guerre. Selon la tradition romaine, il est emporté par Énée en Italie et sera placé plus tard dans le temple de Vesta, à Rome.
Par suite, on appelle palladium tout objet symbolique et sacré dont la possession et le culte soudent le groupe d'un point de vue religieux, et le préservent des menaces extérieures. Corrélativement toute menace sur l'objet devient une menace pour le groupe. Ainsi, pour les reliques de saint Marc à Venise : elles ne sont pas seulement l'emblème de la cité, saint Marc est aussi le saint patron, c'est-à-dire le protecteur de l'État. C'est pourquoi aussi le roi David avait fait transférer à Jérusalem, la nouvelle capitale de l'état hébreu, l'arche d'Alliance.
Les reliques majeures et officielles de la cité ou de l'État sont sollicitées en cas de crise majeure, épidémie ou guerre[réf. nécessaire]. Ainsi, en 911, les Normands qui ravageaient impunément toute la France du Nord échouèrent devant les murs de Chartres, derrière lesquels le clergé du lieu portait en procession la sainte tunique de la Vierge Marie. De même à Thessalonique, où l'on conservait les reliques du saint martyr Démétrius : aux dires du chroniqueur local Jean Caminiatès, « ce sauveur de la patrie l'avait soustraite à maint péril, lui avait offert la victoire et, plein de compassion, avait souvent empêché qu'elle ne connaisse la guerre ».
À titre prophylactique, on vénère régulièrement les reliques par des fêtes à date fixe, généralement par des processions[réf. nécessaire], comme la Perahera de Kandy, au Sri Lanka, où une dent de Bouddha est promenée dans les rues de la ville sur un éléphant. Ainsi à Étampes, aujourd'hui en Essonne, comme dans tant d'autres villes européennes, du XIe siècle jusqu'à la Révolution française on promenait dans la ville, en présence de toutes les autorités constituées, la châsse de trois saints martyrs d'Aquilée du IIIe siècle appelés, là comme ailleurs, les « Corps Saints ». En Limousin, les ostensions limousines restent une manifestation populaire, qui tous les sept ans réunit religieux et habitants de plusieurs communes, qui à l'occasion décorent les villes et sortent les reliques de leurs saints.
Le sort des reliques est lié symboliquement à celui du groupe qui les révère[réf. nécessaire]. Ainsi, à Naples, si, lors de la fête annuelle et de l'ostension des reliques de saint Janvier, le sang de ce martyr conservé dans une ampoule ne se liquéfie pas, toute une partie de la population redoute une catastrophe dans l'année, tremblement de terre ou épidémie. Toute menace sur les reliques majeures est par ailleurs considérée comme une menace sur le groupe social ou sur le corps politique. Ainsi la disparition provisoire d'un poil de la barbe de Mahomet au sanctuaire de Srinagar plongea en 1963 le Cachemire dans le chaos. La destruction récente par une attaque terroriste du dôme de la mosquée de Samarra en Irak, où sont censées se trouver les reliques de l'imam Ali, visait le cœur de l'identité chiite[réf. nécessaire].

## Les reliques en tant que talisman
L'individu autant que le groupe ressent un besoin profond de maîtriser son destin et les menaces qu'il sent confusément peser sur lui. Chez presque tous les peuples on constate le besoin multiforme de détenir et de manipuler des objets dotés de pouvoirs magiques, qu'on appelle, avec des distinguos qui varient selon les auteurs, amulettes, talismans, fétiches ou grigris, voire porte-bonheur. Ces talismans dans certains cas étaient partiellement composés de restes humains. Les grandes religions ont progressivement converti ces usages.
Au Tibet, les pèlerins rapportaient chez eux entre autres des lambeaux de vêtements qui avaient été portés par le Bandchan de Djachi-Loumbo.
En Gaule mérovingienne, les guerriers francs gagnés au christianisme faisaient grand usage de talismans chrétiens, os de saints ou poussière de leur tombeau, cette dernière parfois ingérée par les malades.
Au XIXe siècle et encore dans toute la première moitié du XXe siècle, le clergé catholique faisait une grande diffusion d'images pieuses où étaient collés un ou deux millimètres carrés d'une étoffe ayant touché les ossements d'un saint.

## Les reliques dans le bouddhisme

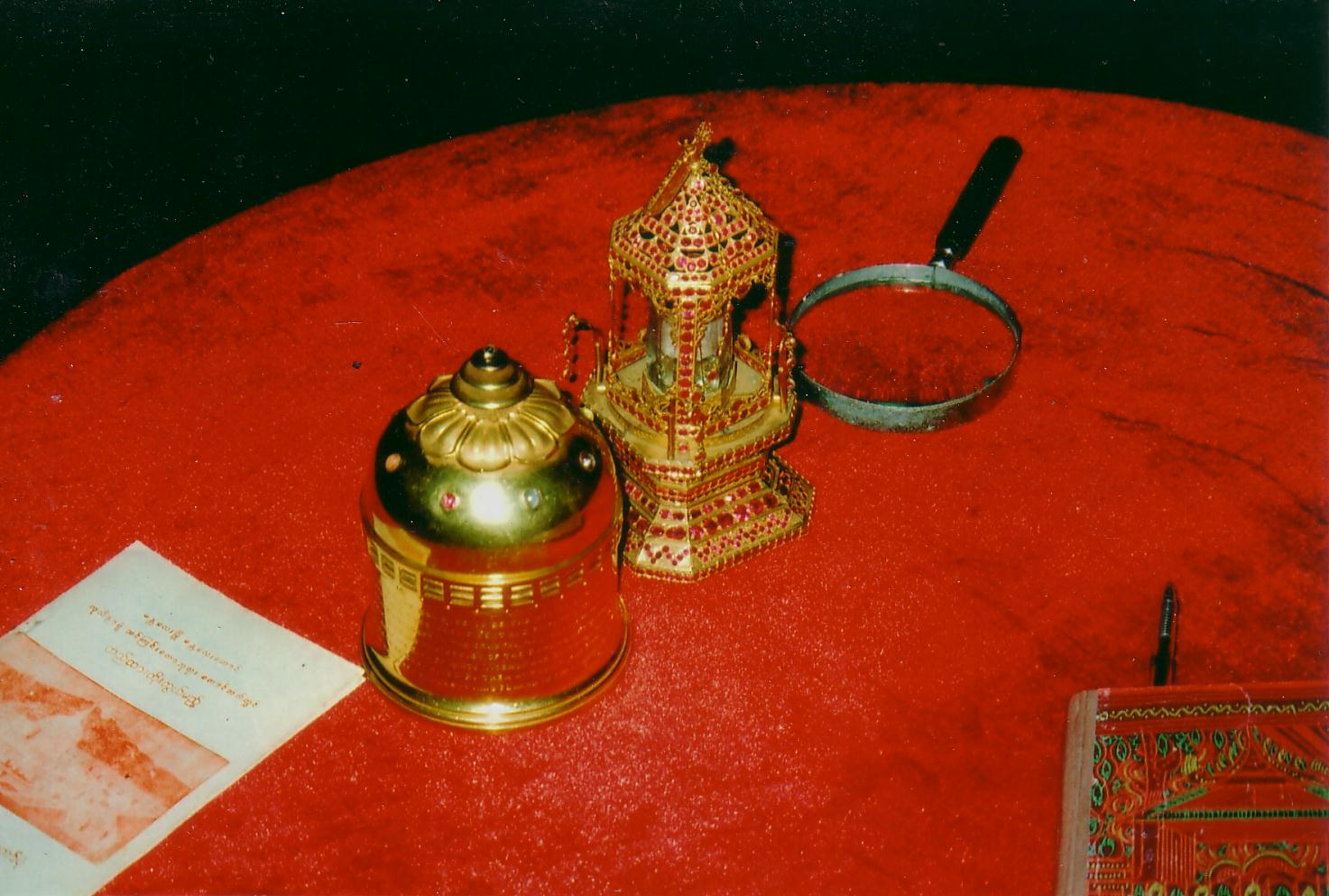
Reliques du Bouddha trouvées à Peshawar. À droite, trois fragments d'os; à gauche, reliquaire en forme de stupa, utilisé en 1910 pour transporter ces reliques à Mandalay (Birmanie).

Le bouddhisme pratique le culte des reliques (sanskrit : dhatu; śarīra) depuis les temps les plus anciens. Il est répandu dans l'ensemble du monde bouddhiste, tant en Asie du Sud-Est qu'en Asie de l'Est, et les pèlerins vénèrent depuis donc très longtemps un grand nombre et une grande variété de reliques du Bouddha Shakayamuni, le bouddha historique. Strong relève que de Kandy à Kyoto, on trouve difficilement un site n'abritant pas des restes physiques du Bouddha ou l'un ou l'autre objet lui ayant appartenu.
Ces reliques peuvent être de trois types: des restes de son corps, des objets qui lui ont appartenu, des représentations symboliques (par exemple, les empreintes de ses pieds, buddhapada ou l'arbre de la bodhi, sous lequel il s'est éveillé).

### Création et vénération des reliques

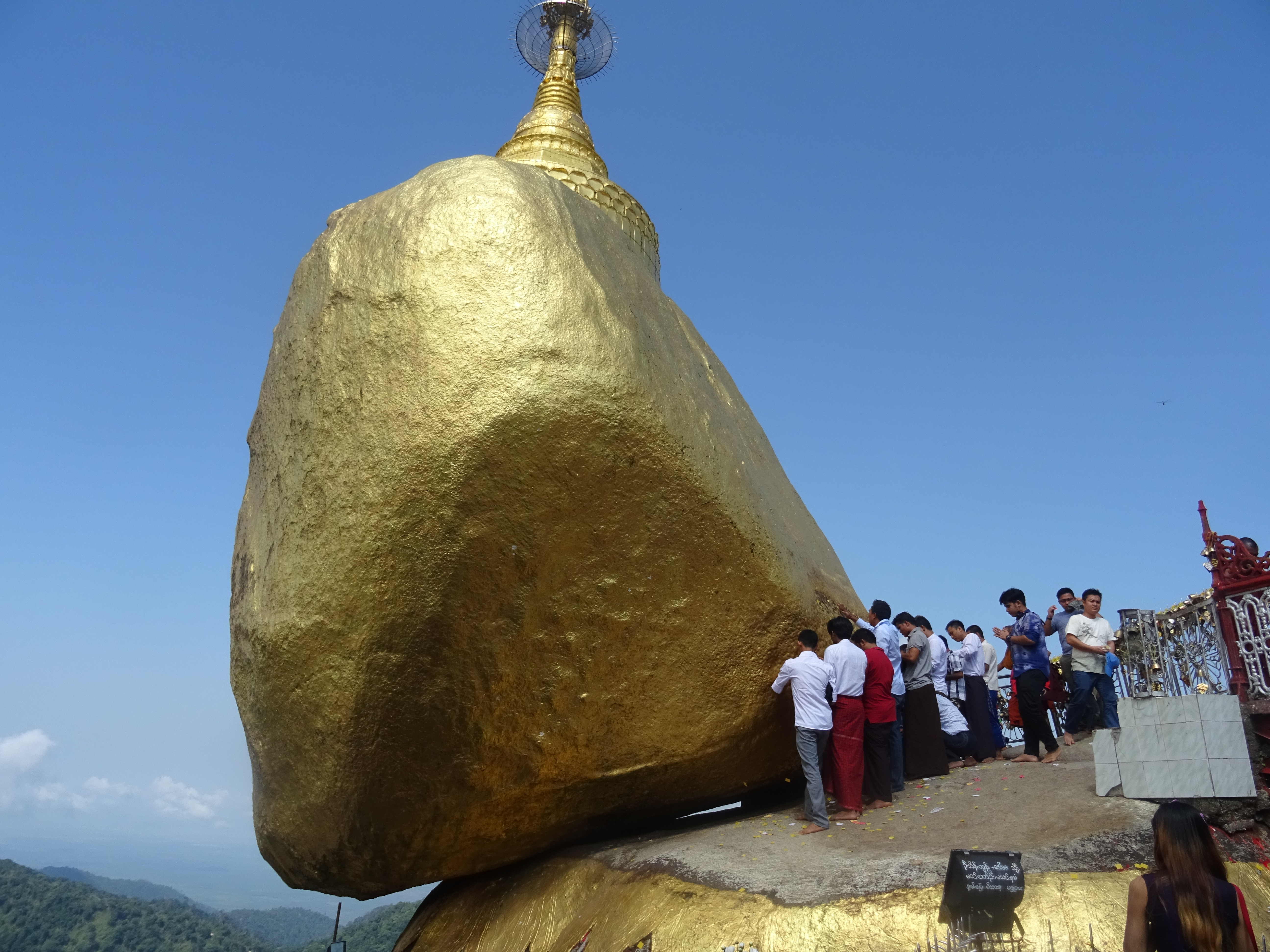
Pèlerins au Rocher d'or (Birmanie). Le rocher tiendrait en équilibre grâce à un cheveu du Bouddha glissé sous lui.

Les reliques seraient apparues après la mort du Bouddha, lorsqu'il est entré en parinivana. Plusieurs groupes se disputèrent, chacun réclamant une part des ossements calcinés. L'épisode est resté connu sous le nom de « Querelle des Reliques », qui se termina cependant en un « Partage des reliques » en huit parts égales, ce qui évita un conflit armé entre les groupes présents,.

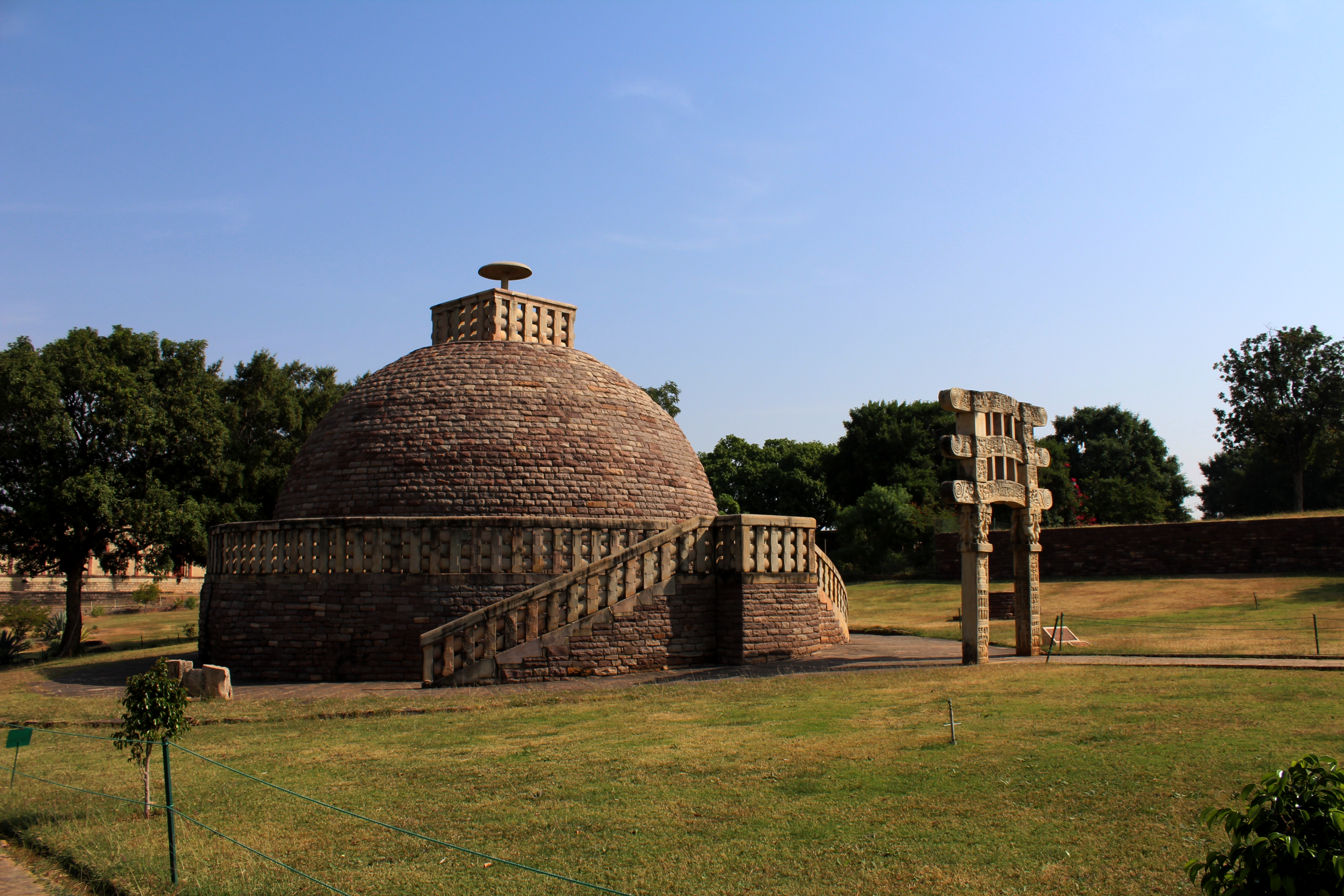
Stupa n°3 à Sanchi (Inde).

La tradition bouddhique rapporte que la mort de Bouddha fut suivie d'une dispute entre plusieurs clans. Son enjeu était la possession des reliques qui restaient du bûcher funéraire de Bouddha. C'est d'ailleurs l'un des thèmes de l'iconographie bouddhique traditionnelle. Cela expliquerait l'éparpillement de ces restes dans le bassin moyen du Gange, et l'apparition de nombreux tumulus funéraires censés contenir ces reliques. Ceux-ci seront bientôt remplacés par un monument connu sous le nom de stûpa (ou encore de pagode en Asie du Sud-Est, ou de chörten au Tibet).
Par la suite, le grand empereur Ashoka (IIIe siècle av. J.-C.) fut connu pour avoir bâti des stupas et des reliquaires dans 84 000 endroits différents de son empire. Ces reliques pouvaient être des bouts d'ongle, des cheveux (il y en aurait 900 000 distribués par les dieux dans notre univers) ou des poils (800 000, aussi distribués par les dieux). Au Sri Lanka, le grand commentateur Buddhaghosa (Ve siècle) affirmait que la présence d'une relique était un critère permettant de distinguer un véritable monastère.

### L'exemple de la dent du Bouddha

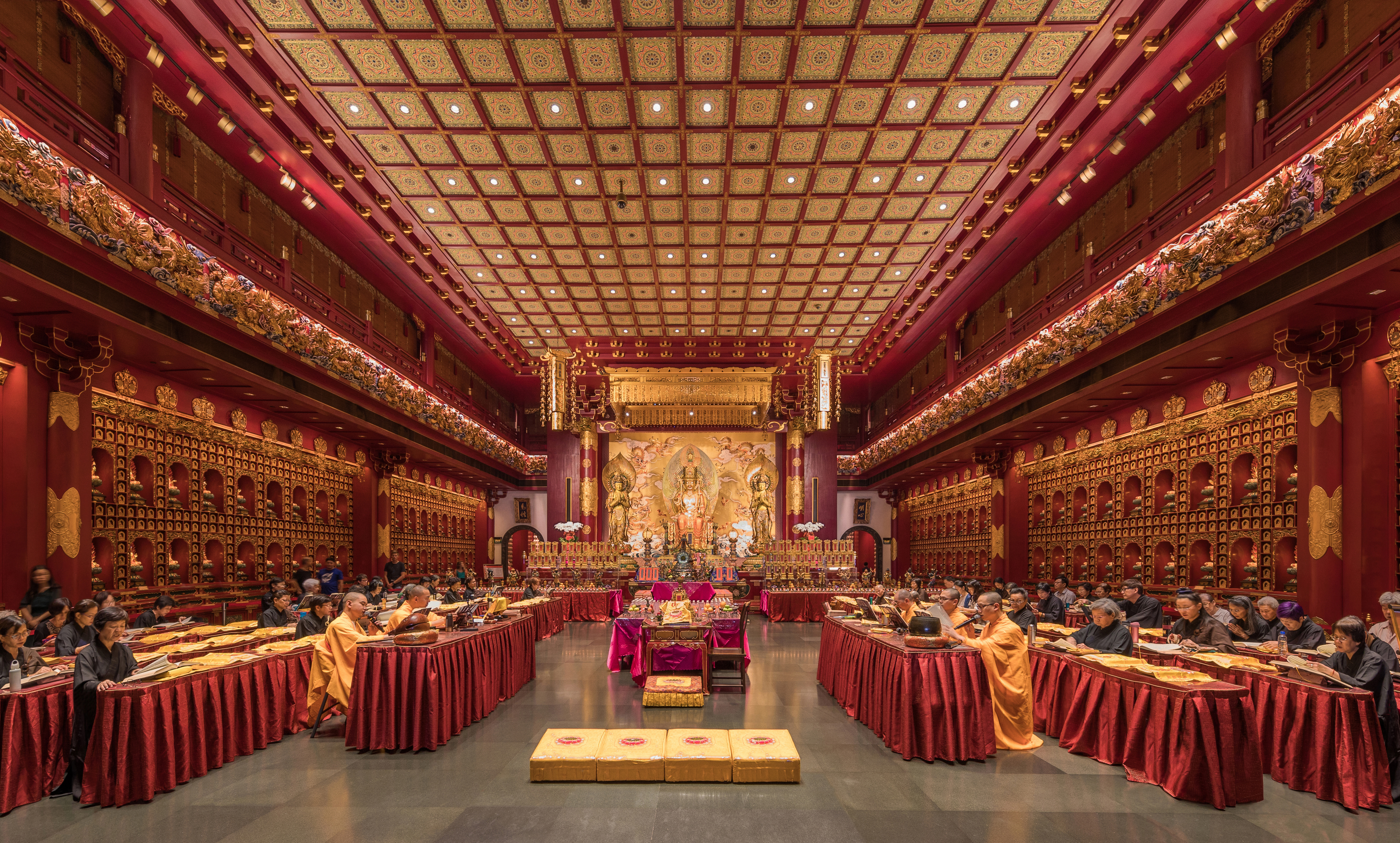
Récitation de soutras au. Singapour, 2018.

À Kandy (Sri Lanka), le Temple de la Dent passe pour abriter une molaire du Bouddha. C'est là une des reliques les plus célèbres du bouddhisme qui donne lieu chaque année à un important festival qui dure dix jours. En France, Édouard Charton a raconté en 1842 l'histoire étonnante de cette dent. Elle est considérée comme une représentation symbolique de la vie de Bouddha. Des rituels et des cérémonies diverses se sont développées autour de la relique.
On conserve aussi des dents du Bouddha[réf. souhaitée] en Chine (temple de Ling Guang), à Taïwan (monastère de Fo Guang Shan), en Corée du Sud (temple Tongdosa, près de Yangsan), et au Japon (sanctuaire Shari-Den du temple d'Engakuji à Kamakura).

## Vénération des reliques dans l'Antiquité préchrétienne
À Athènes, on rendait aux restes supposés d'Œdipe et de Thésée des honneurs qu'il est difficile de distinguer d'un culte. Le corps supposé de Thésée avait été triomphalement rapporté à Athènes par Cimon en 475 avant Jésus-Christ après la conquête de Skyros.
À Epidaure, on rendait un culte à la dépouille d'Esculape.
En Macédoine, on vénérait de même les restes de Perdiccas Ier.

## Vénération des reliques dans le judaïsme ancien
Dans le Temple de Jérusalem était conservée, du moins jusqu'au sac de cette ville par Nabuchodonosor, l'Arche d'alliance dont la construction avait été demandée par Dieu lui-même (Exode XXV), qui incarnait la présence et la faveur de Dieu (Premier livre de Samuel IV,3), et que Salomon avait placée dans le Saint des saints (Premier Livre des Rois VIII). Selon certains textes scripturaires, cette arche n'aurait contenu que les deux Tables de la Loi écrites par Dieu lui-même; mais l'auteur inconnu de la Lettre aux Hébreux, juif du Ier siècle, nous informe des croyances juives de son temps, selon lesquelles l'Arche (alors disparue) avait également contenu un vase d'or plein de Manne, ainsi que la Verge d'Aaron qui avait refleuri[réf. nécessaire].
D'après le Livre des Nombres, chapitre 21, Moïse avait confectionné sur l'ordre de Dieu en airain un « serpent » (en hébreu nahash), que devait regarder ceux qui avaient été mordus par un serpent. Après la construction du Temple de Jérusalem, on y révéra quelque temps cette relique[réf. nécessaire] des temps mosaïques, car, selon le Deuxième Livre des Rois, le roi Ézéchias, grand réformateur du judaïsme, le mit en pièces. En effet « les enfants d'Israël avaient jusqu'alors brûlé des parfums devant lui : on l'appelait Nehoushtan ». (XVIII, 4)
Le prophète Élisée, successeur de son maître Élie, récupère son manteau, grâce auquel il renouvelle ses miracles (Deuxième Livre des Rois, II, 16).

## Vénération des reliques dans le christianisme
Aux origines du christianisme, le culte des reliques a deux sources très différentes. Il est de plus profondément influencé par des pratiques et des traditions d'abord gréco-romaines, puis celtiques et germaniques.

### Origines premières du culte chrétien des reliques

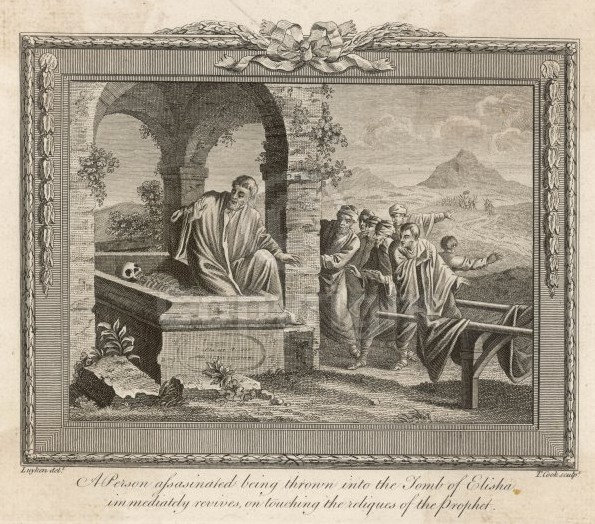
Gravure de Jan Luyken : Résurrection d'un mort qui avait touché les reliques du prophète Élisée (1770).

Le premier aspect est la croyance presque universellement répandue que les pouvoirs des thaumaturges se continuent dans les objets qui sont ou ont été en contact avec eux, et spécialement dans leurs ossements et dans leurs vêtements. On le voit déjà dans l'Ancien Testament lorsqu'un homme jeté en terre reprend vie après avoir touché les ossements d'Élisée (Deuxième Livre des Rois XIII, 21). Du vivant même de Jésus le contact de ses vêtements suffit à guérir : « Or une femme, atteinte d'un flux de sang depuis douze ans et que personne n'avait pu guérir s'approcha par derrière et toucha la frange de son manteau ; et à l'instant même son flux de sang fut guéri » (Évangile selon Luc, VIII, 43-44) ; et aussi du vivant de ses disciples tels que Paul, à la génération suivante : « Dieu opérait par les mains de Paul des miracles peu banals, à tel point qu'il suffisait d'appliquer sur les malades des mouchoirs ou des linges qui avaient touché son corps: alors les maladies les quittaient et les esprits mauvais s'en allaient » (Actes des Apôtres XIX, 11-12).
Le deuxième aspect est le culte rendu au Christ sur la tombe de ceux qui avaient préféré mourir que de le renier, et que l'on appelle pour cela les martyrs (en grec : « témoins »). Cette vénération des restes des martyrs est attestée dès la seconde moitié du IIe siècle par le texte du martyre de Polycarpe. Comme on pense d'une part que le corps des martyrs a été habité par le Saint-Esprit, et d'autre part qu'il est appelé à ressusciter corporellement au Jour du Jugement dernier, on considère qu'il est profitable de prier, puis de se faire enterrer à proximité de ces corps privilégiés pour tirer parti de la communion des saints. C'est l'origine première des basiliques construites généralement sur d'anciennes zones funéraires, à la périphérie des villes antiques.

### Influences gréco-romaines puis barbares
Deux facteurs facilitant d'origine différente interviennent ensuite, le premier dans le monde gréco-romain, le second dans le monde barbare germanique.
Le monde gréco-romain connaissait déjà une certaine forme de tourisme mi-religieux mi-culturel dont le réseau des sanctuaires chrétiens ne sera qu'une continuation, et de même pour la tradition des cabinets de curiosité. On le voit par exemple à une période de transition, à l'époque de saint Jérôme, qui signale en Palestine simultanément des lieux de mémoire païens et chrétiens.
D'un autre côté, le monde barbare celtique et germanique faisait grand usage de talismans qui seront progressivement remplacés, pendant la période mérovingienne, par les reliques. Ainsi la célèbre phrase de saint Remi, évêque de Reims, à Clovis lors de son baptême, longtemps rendue à tort par « Courbe la tête, fier Sicambre » (« Depone colla Sicamber ») doit en fait se traduire par « Enlève tes colliers », c'est-à-dire « tes talismans ». Cependant ces talismans ne seront pas purement et simplement supprimés. Ils seront tout d'abord, et pendant une longue période, seulement remplacés par des talismans chrétiens souvent d'origine très douteuse. Ainsi la Chanson de Roland, au milieu du XIe siècle, rapporte que Durandal, l'épée de Roland (personnage du VIIIe siècle), épée qui ne doit surtout pas tomber aux mains des infidèles, contient dans son pommeau d'or : « une dent de saint Pierre, du sang de saint Basile, et des cheveux de monseigneur saint Denis, et du vêtement de sainte Marie » (laisse 174).

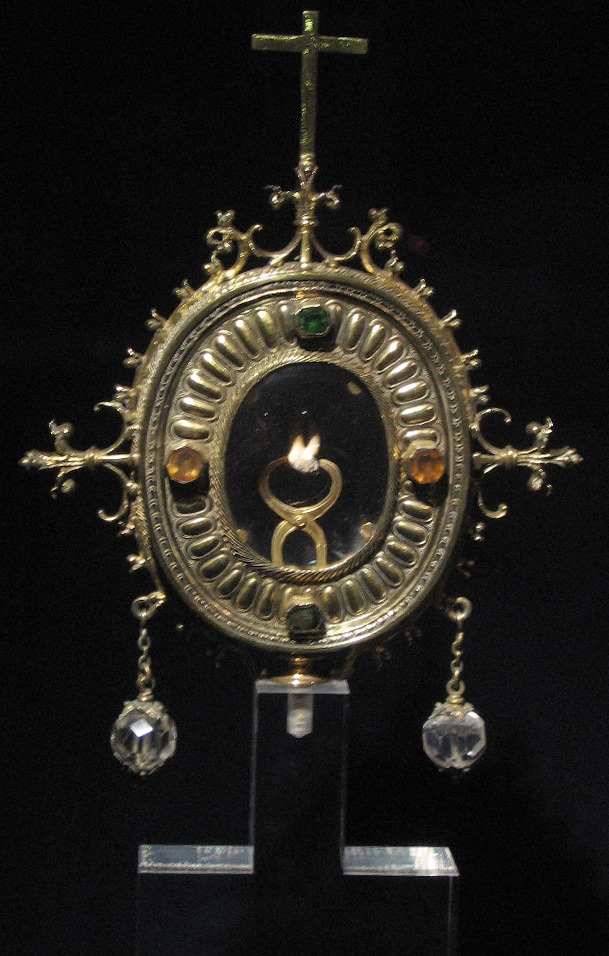
Dent de sainte Apollonia (cathédrale de Porto, Portugal).

### Développement et circulation des reliques dans le monde chrétien

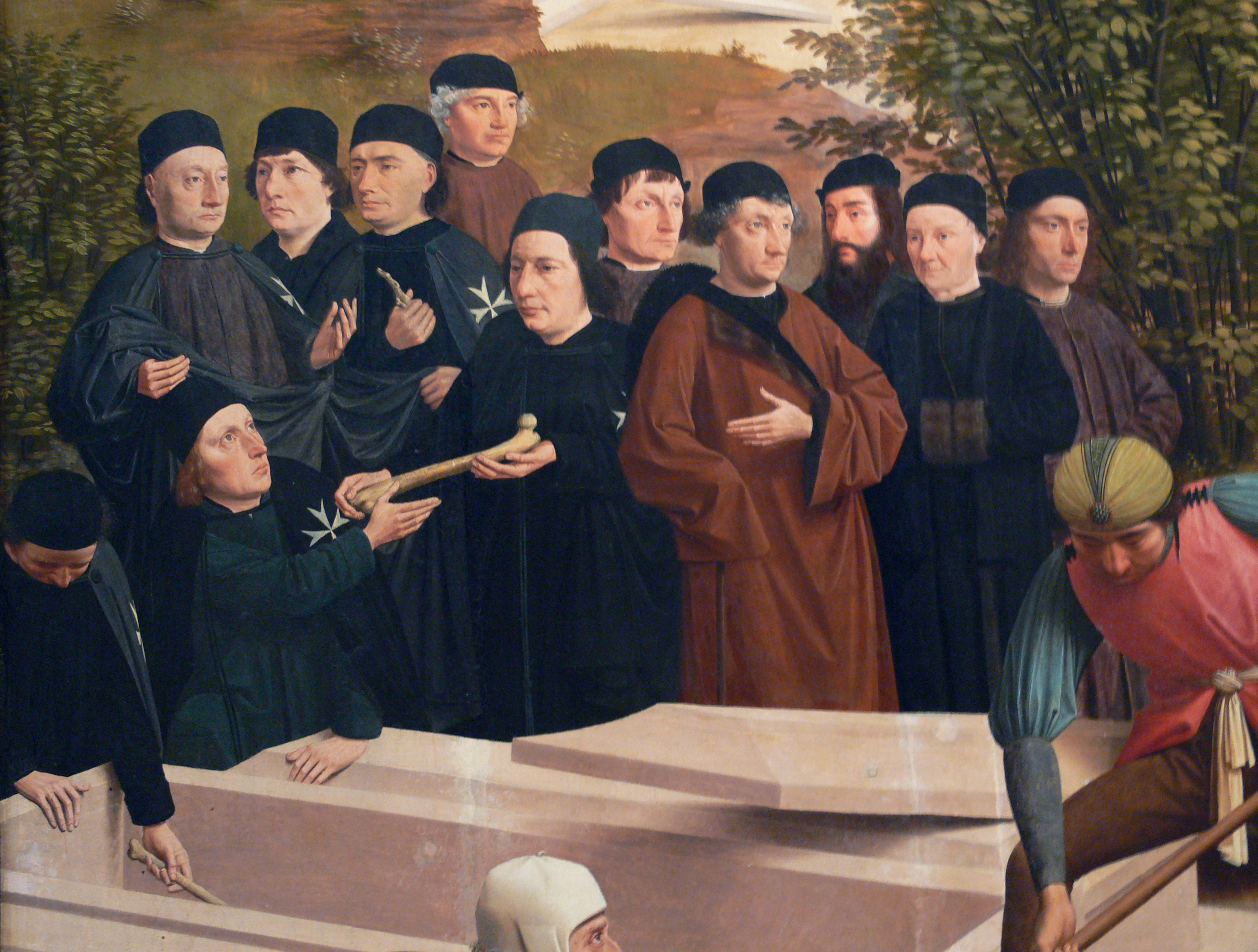
Vol des reliques de Jean le Baptiste par les chevaliers de Saint-Jean, tableau de Geertgen tot Sint Jans vers 1484.

Dès le IIe siècle, des traditions chrétiennes existent sur les sépulcres de quelques apôtres : Pierre et Paul à Rome, Jean à Éphèse, Philippe à Hiérapolis. Les chrétiens veulent en effet rendre hommage et perpétuer le souvenir de leurs saints par des obsèques solennelles et par des pèlerinages à leur tombe au jour anniversaire de leur mort. Les premières reliques des martyrs sont vénérées dans les cimetières en célébrant les saints mystères sur leurs tombes, les plus riches pouvant être inhumés ad sanctos (« près des Saints ») afin de bénéficier de leur virtus. À partir de l'édit de Milan de 313, le pèlerinage sur les tombeaux des martyrs et la vénération des témoignages matériels des temps apostoliques se développe : des martyria construits en dehors des villes puis dans les centres urbains abritent des reliquaires ou des monuments dédiés les memoriae funéraires, nécessaires après la translation et la division des reliques (le nombre des martyrs diminuant après la conversion de Constantin Ier qui s'accompagne d'une christianisation de l'Empire), sur lesquels on construit les églises. Cependant, il faut retrouver les traces des sites que les communautés chrétiennes encore très minoritaires et peu organisées, ont jadis perdues. Ce travail est l'œuvre de plusieurs générations d'exégètes et lorsque ces traces sont définitivement perdues, de nouvelles traditions sur ces sites sont alléguées.
Le développement du trafic de reliques dès cette époque est pour la première fois évoqué dans la constitution des empereurs Gratien, Valentinien et Théodose, adressée au préfet d'Orient Cynegius Maternus, et promulguée à Constantinople le 26 février 386, constitutio qui défend de déterrer et de vendre les reliques. Interdiction peu appliquée comme l'atteste son renouvellement dans le Code de Théodose en 438 et le Code Justinien en 529. Le troisième concile de Carthage en 397 autorise la coutume de construire des autels sur les corps des martyrs, ou d'enclore la place où ils avaient souffert. Le troisième concile de Constantinople ordonne de démolir tous les autels qui n'ont pas été édifiés sur ces tombes. Face à la multiplication sauvage d'autels, le quatrième concile de Carthage en 401 prend une position inverse car on déterrait les restes des martyrs pour en faire des reliques sur lesquels étaient construits ces autels.
À partir du Ve siècle en Afrique du Nord et du VIe siècle en Gaule, il s'agit de petits reliquaires sarcophages accessibles qui sont placés dans ou sous l'autel. Puis les reliquaires sont scellés dans une niche (le loculus) à l'intérieur de l'autel. La châsse, hermétique et scellée, n'est ouverte qu'en de très rares occasions, en présence d'un évêque, de sorte que la présence invisible du saint reste quelque peu abstraite et impalpable (de nos jours, elles sont parfaitement visibles à travers le reliquaire et exposées dans l'église). Le culte des saints succède au culte des martyrs au Moyen Âge. Le deuxième concile de Nicée en 787 affirme la nécessité de vénérer les images et les reliques. Puisqu'il fallait donner la preuve que l'église possédait réellement ces objets de vénération, dès le haut Moyen Âge on a trace de processions, lors desquelles la présence des reliques et leur fonction protectrice de la communauté étaient ritualisées, dans des parcours du territoire effectués en présence de toutes les corps constitués, religieux et aussi civils, chacun étant jalousement attaché à ses prérogatives en cette occasion. Les preuves sont plus difficiles à trouver lorsque ces communautés religieuses craignent qu'on leur ait vendu des fausses reliques (la population romaine, très réticente à disperser les reliques de la capitale des chrétiens, grande pourvoyeuse de restes de saints et martyrs, ne voit ainsi pas d'un mauvais œil la substitution des vraies par des fausses), ce qui est une des explications à l'indulgence manifestée par les autorités épiscopales envers le vol d'un butin aussi précieux, le vol pouvant garantir une plus grande authenticité,.
Les reliques orientales peuvent être des fragments de corps saints, mais en Occident, la loi romaine sur la préservation des cadavres interdit cette pratique pendant les premiers siècles du christianisme. Les reliques des saints occidentaux sont donc à cette époque « soit des linges ou du sable imbibés du sang des martyrs lors de leur passion, soit, le plus souvent, des reliques au second degré, que Grégoire le Grand appelle en général des sanctuaria : il s'agit de terre, d'étoffes (brandea) ou de liquides sanctifiés par le contact avec les restes saints dans la tombe ou le reliquaire, ou encore, à Rome, de la limaille des chaînes de saint Pierre ».

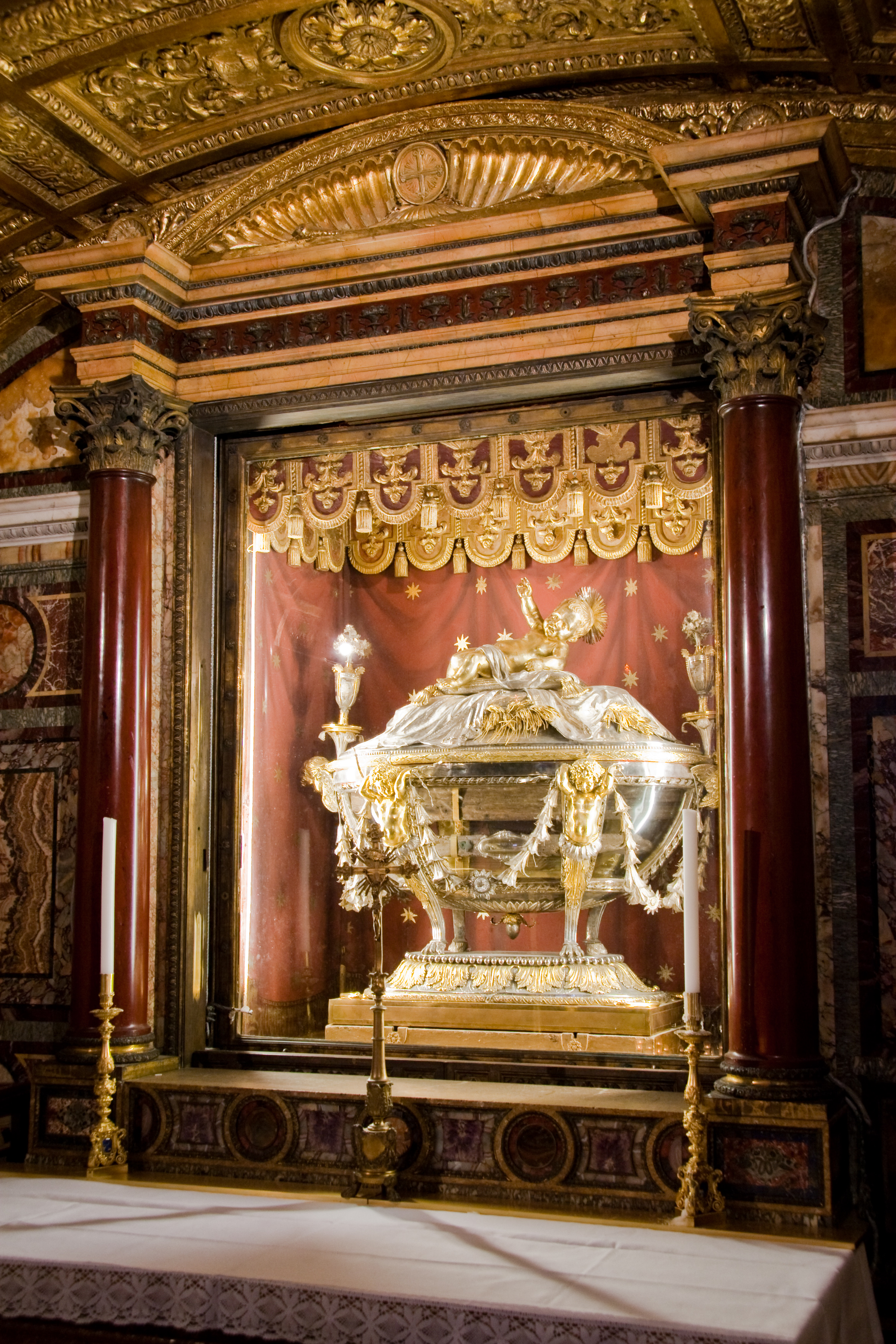
Relique du « Sacré Berceau » dans la confessio de la basilique Sainte-Marie-Majeure.

Dans les églises, les reliques sont placées dans une partie de l'autel appelée en Occident Sepulchrum ou Confessio (caveau sous l'autel puis reliquaire au-dessus à partir du VIe siècle). Ce besoin de mieux faire sentir la présence du saint et de ses reliques est par ailleurs à l'origine de deux innovations architecturales du Moyen Âge. D'abord apparaît, à partir de l'époque carolingienne, le déambulatoire, couloir qui tourne autour de l'autel et le sépare des chapelles de l'abside. Il permet aux pèlerins de circuler autour de l'autel principal, et simultanément d'accéder aux autels secondaires dont chacun a sa titulature et ses reliques propres. Cela crée une offre variée de dévotion et correspond au développement de la notion théologique de la Communion des saints, puisqu'on circule alors librement entre les reliques de saints d'époques très différentes. Ensuite, surtout à l'époque romane, la crypte, espace souterrain qui permet de s'approcher plus près de la châsse, autrement invisible. Des ouvertures et systèmes d'évacuation au niveau des reliquaires ou des tombeaux des saints permettent, par apposition d'un tissu ou mise en contact d'eau ou d'huile, de les consacrer, le pèlerin pouvant ainsi emporter comme souvenir ces eulogies (telles les ampoules de pèlerinage (it) appelées aussi ampoules à eulogies) qui ont la valeur de reliques.
Les décennies qui suivent les peurs de l'an Mille voient un renouveau du culte des saints et des reliques qui sont particulièrement développées lors de la convocation des assemblées de paix tandis que les inventions de reliques sont souvent réalisées à des moments cruciaux pour les communautés monastiques ou cathédrales, leur permettant de « sortir de difficultés financières, de réaffirmer le pouvoir d'un évêque, de défendre le bien-fondé d'une réforme, etc. ».

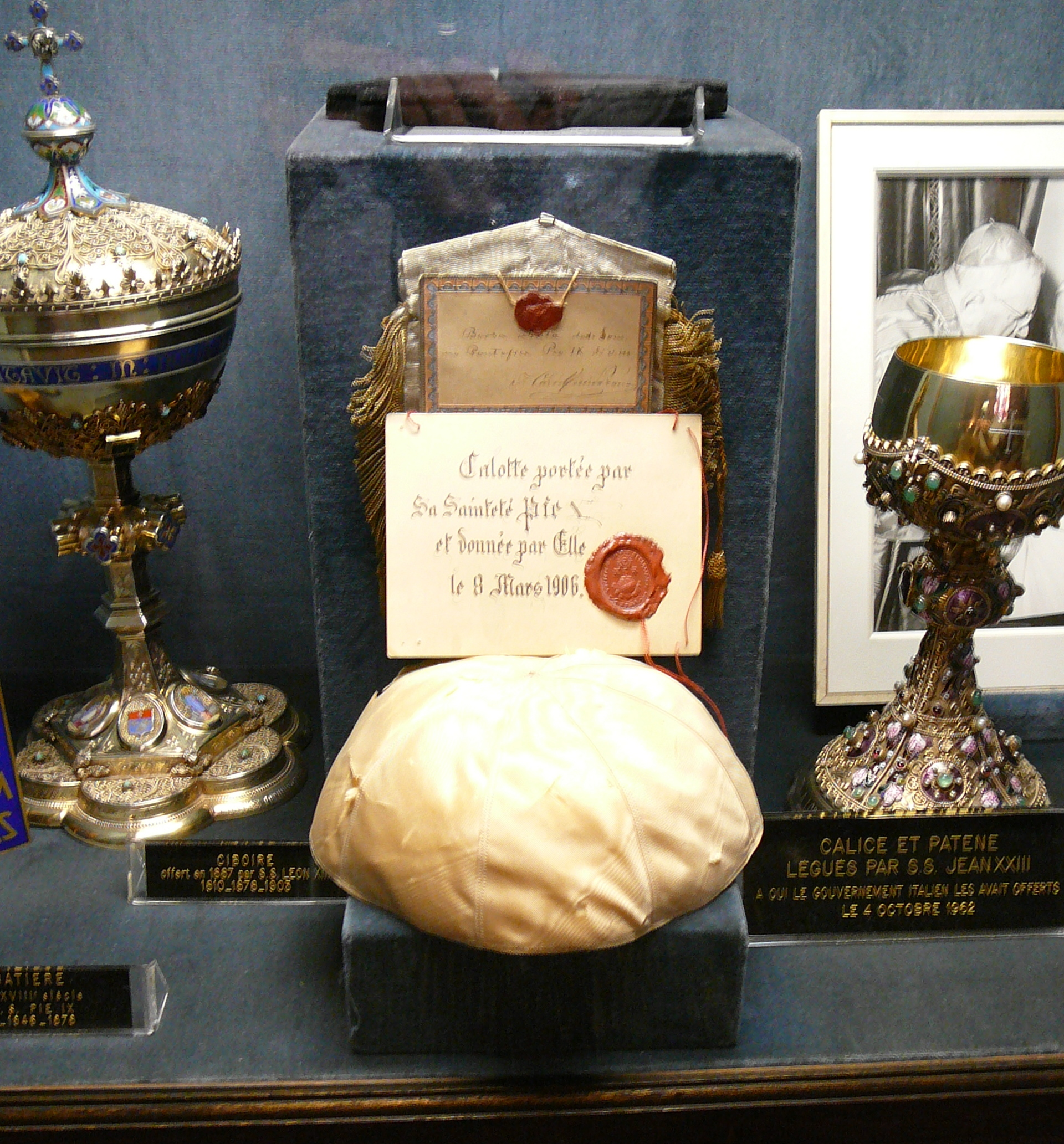
Relique de contact du pape Pie X, authentifiée par un sceau et un document.

À partir du XIIe siècle, les châsses et autres reliquaires sont de plus en plus fréquemment exposés à la contemplation des fidèles, soit sur l'autel, ou bien sur des tribunes d'ostension spécialement conçues pour ce faire, ou encore dans des reliquaires portatifs appelés monstrances: après la Guerre de Cent Ans, bien des églises dévastées et appauvries en font usage lors de tournées destinées à collecter des fonds. Les stipulations de différents conciles et synodes suggèrent que le commerce des reliques est toléré par les autorités ecclésiastiques, l'interdiction ne touchant que leurs ostensions hors de leurs reliquaires ou la vénération de reliques nouvelles sans l'autorisation du pape. Les reliques servent aussi bien les sanctuaires (reliques qui favorisent les pèlerinages) que les intérêts d'individus, de grandes familles ou de communautés privées qui cherchent à se les approprier pour leurs usages apotropaïques (reliques exposées dans les oratoires de leurs demeures ou portées dans des petits reliquaires). Les corps des saints, vrais ou faux, sont ainsi démembrés, donnés, échangés, volés, vendus, favorisant un commerce des reliques qui tente sans le réussir de garantir l'authenticité des reliques par des procès-verbaux concernant leur reconnaissance et des « authentiques » (morceaux de parchemins qui identifient chaque pièce),.

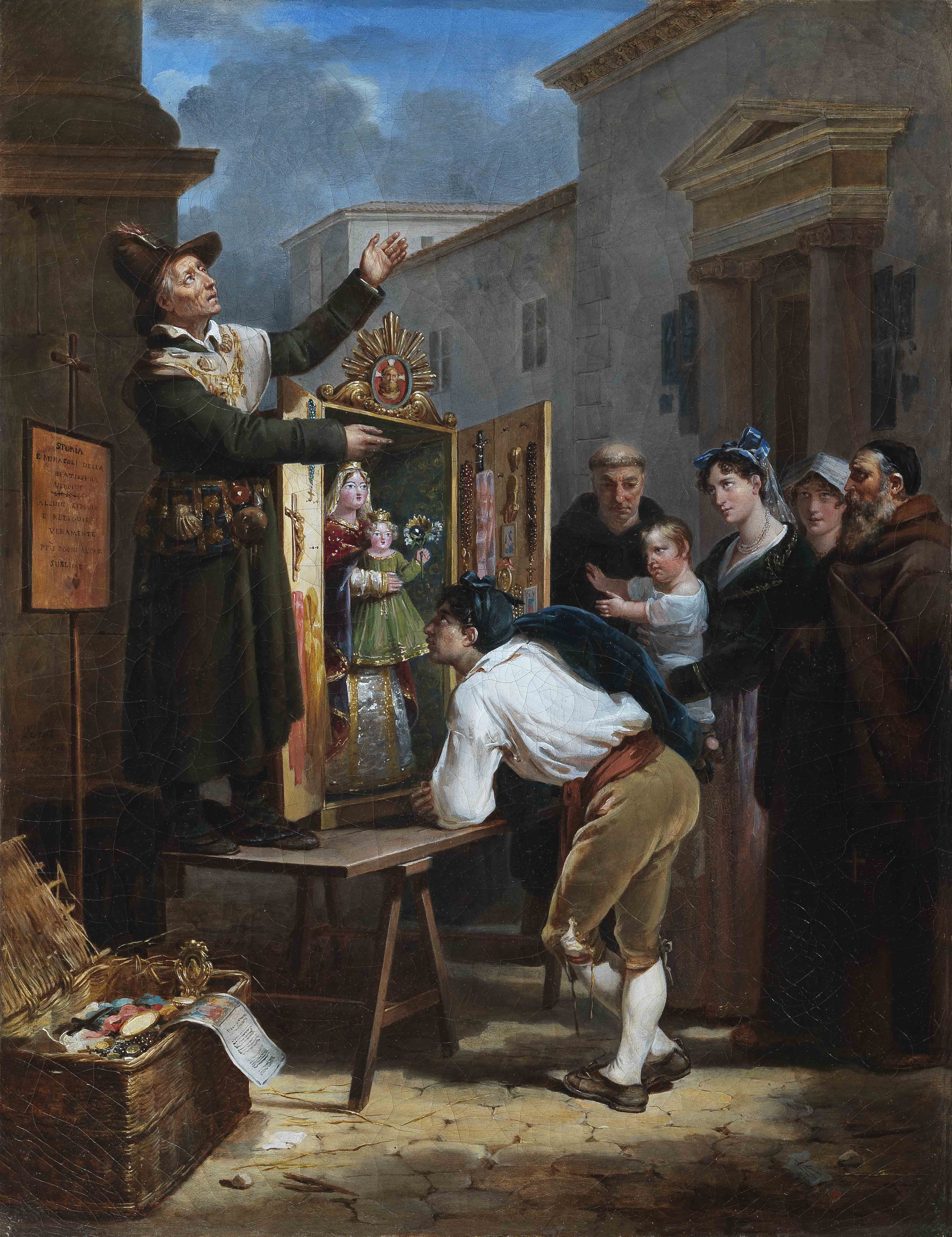
Hortense Haudebourt-Lescot, Vendeur de reliques à Rome.

On assiste aussi au développement des statues-reliquaires, dont un des premiers exemples est au Xe siècle celui de Sainte-Foy de Conques, mais surtout des reliquaires dits topiques, qui épousent la forme de la relique conservée: bras, tête ou jambe. Appelées « majestés », ces statues-reliquaires qui incarnent le saint le rendent alors plus authentique aux yeux des fidèles.
Au XVIe siècle, la réforme protestante dénonce le trafic d'objets sacrés et reliques. Bien que cette simonie ait déjà été condamnée par le deuxième concile du Latran en 1139, le concile de Trente réaffirme, par un décret intitulé De invocatione, veneratione et reliquiis sanctorum et de sacris imaginibus du 3 décembre 1563, l'importance de la vénération des reliques pour que le Seigneur accorde ses bienfaits, tout en soumettant ces derniers à l’authentification épiscopale qui sous-tend une historicisation des reliques existantes. La Réforme est ainsi marquée par un nouvel apogée de leur culte mais aussi par le début d’une critique historique catholique de ces reliques, avec des personnages emblématiques comme Dom Mabillon ou l'abbé Jean-Baptiste Thiers, auteur du Traité des superstitions publié en 1679.
À l'époque baroque, reliques et reliquaires sont parmi les objets qui suscitent le plus la créativité des artistes, comme le montre l'exemple de Rubens. L'usage de la vitre devient la règle quasiment générale pour les reliquaires. Les corps qui se sont bien conservés, en cas d'incorruption, sont maquillés et présentés dans des châsses vitrées comme dans le cas de Bernadette Soubirous.
Au XIXe siècle, après la destruction en 1793 de nombreux reliquaires anciens, apparaissent les reliquaires néogothiques vitrés, qui sont souvent fabriqués en série.
À l'époque contemporaine se pose la question de l'utilisation et de la valorisation de ces restes humains qui appartiennent en France aux communes mais dont les communautés catholiques sont allocataires de droit. Comment présenter harmonieusement ces collections parfois hétéroclites à la curiosité des uns autant qu'à la dévotion des autres ? Il y faut l'intervention d'artistes contemporains comme le montre le cas de la collection de Notre-Dame de Longpont-sur-Orge, mise en valeur par Karine Lasserre en 2009.
Actuellement, des reliques de martyrs et d’autres saints sont le plus souvent scellées dans l’autel des églises lors de leur dédicace. Les autels principaux des églises devaient contenir impérativement des reliques. Cependant ,en 1969, l'instauration de la messe de Vatican II rend cette disposition optionnelle.

### Rituel et scénographie des reliques à travers le monde chrétien

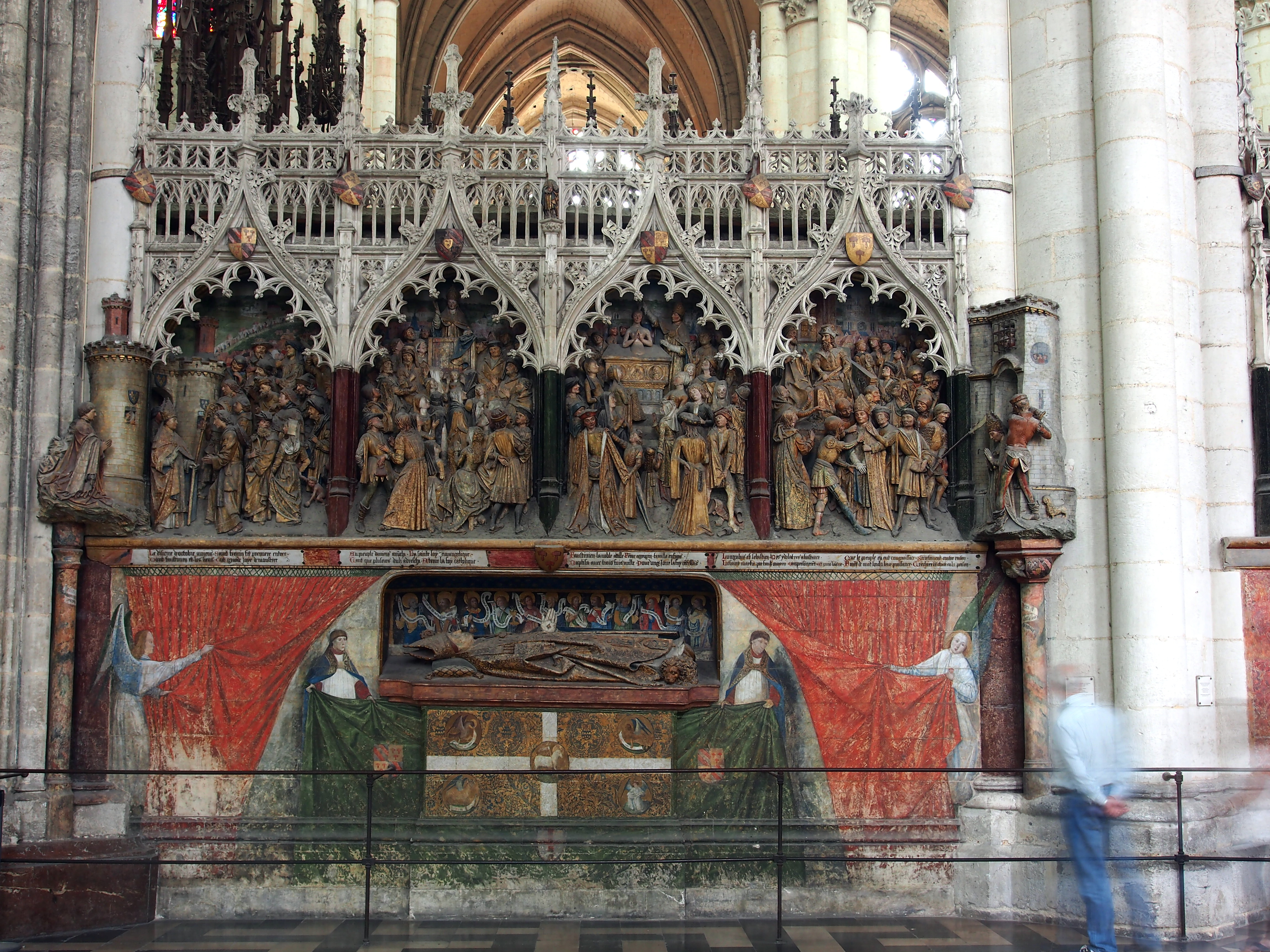
La mise en scène peinte sous l'enfeu de Ferry de Beauvoir évoque sans doute les rites de dévoilement des corps saints qui semblent céder au désir d'appropriation des fidèles.

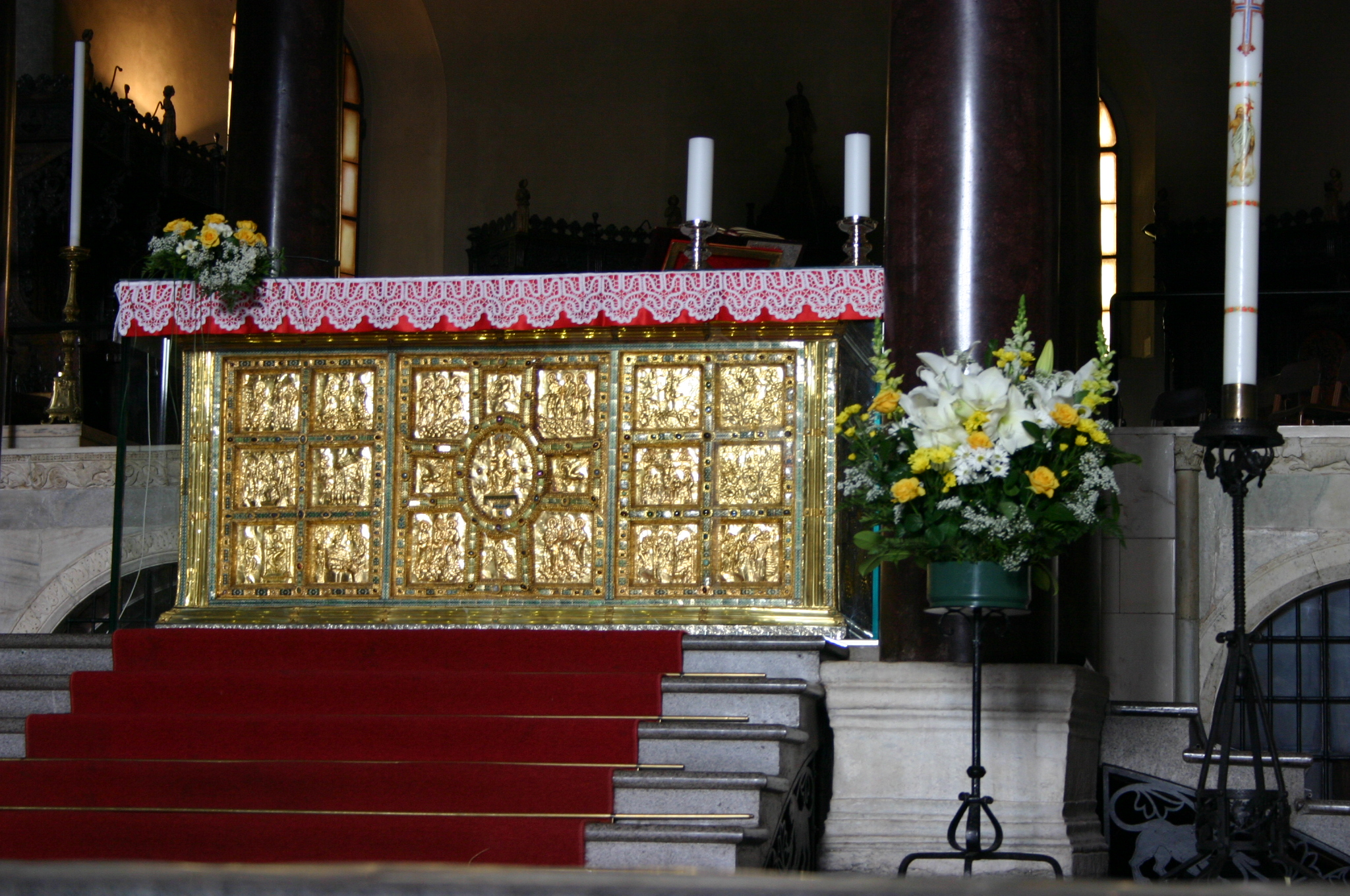
Le paliotto du maître-autel de la basilique Saint-Ambroise de Milan illustre les aménagements spécifiques des mobiliers liturgiques pour favoriser l'exposition des reliques.

Les reliques font l'objet d'un processus ritualisé chrétien : invention de reliques (du latin inventio, il s'agit de la découverte du corps du saint ou de ses reliques), élévation des reliques (du latin elevatio, il s'agit de l'exposition du corps du saint dans un sarcophage, une châsse ou de ses reliques — des parties de son corps ou des objets en lien avec lui — dans un reliquaire), réception (du latin receptio) des reliques dans son lieu d'accueil définitif qui est à l'origine de nombreuses célébrations et de beaucoup de pèlerinages, enfin déposition (du latin depositio) en faisant inhumer ses restes dans un édifice cultuel : reliques non visibles un peu partout dans l'église puis à partir du IXe siècle essentiellement sous la table de l'autel ou dans un tombeau de la crypte sous l'autel et, à partir du XIe siècle, visible dans une châsse ou un reliquaire élevés dans le chœur de l'église qui se trouve ainsi sanctifié. Cette transition entre l'invisibilité de la relique (même lors des cérémonies de receptio, elles restaient dissimulées sous des velum) et la visibilité au XIe siècle est peut-être en lien avec l'importance attribuée à la doctrine néo-platonicienne de la lumière. Ce courant philosophique se traduit dans l'architecture gothique par l'adoption d'un espace unifié et la disparition du mur plein, et par la valorisation de mieux en mieux affirmée des reliques et des images religieuses qui supposent la reconnaissance de leur fonction de présentification.
L'invention de reliques (au sens technique du mot, c'est tout simplement leur découverte) était considérée comme un événement si important qu'il était parfois commémorée par une fête liturgique spéciale. Ainsi la liturgie orthodoxe autant que catholique célèbre l'Invention de la Vraie Croix le 3 mai, date anniversaire de sa découverte providentielle par sainte Hélène, mère de l'empereur Constantin, en 326.
Le prestige des saints était si grand qu'on ne craignit pas d'en découvrir, voire d'en forger toujours davantage (le commerce des reliques culminant au XIIIe siècle), sur la foi de songes et de révélations toujours bienvenues, soit pour appuyer une cause politique, ou religieuse, ou institutionnelle (tel saint Louis qui dépensa pour la Couronne du Christ trois fois plus que pour édifier la Sainte Chapelle destinée à la recevoir), voire tout simplement parce que la possession de telles reliques était source de prestige et de revenus substantiels, en générant notamment des pèlerinages. Ainsi on retrouve deux têtes (déclarées authentiques par le Vatican) et 32 doigts de saint Pierre, 8 bras de saint Blaise, 11 jambes de saint Matthieu, 14 saints prépuces et de nombreux morceaux du cordon ombilical de Jésus-Christ.

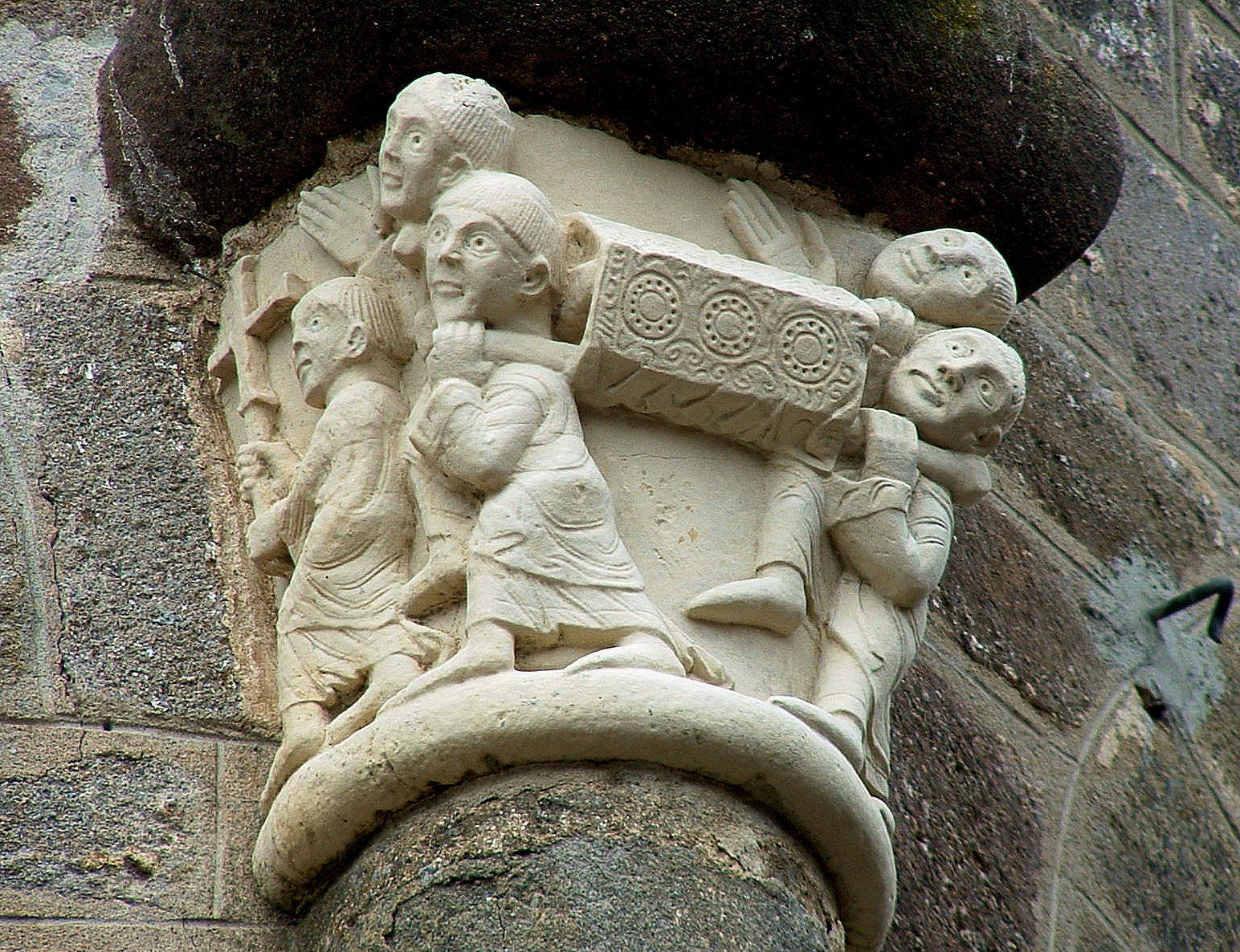
Chapiteau de la translation des reliques de saint Étienne, église Saint-Étienne de Lubersac, en Limousin.

La translation des reliques, c'est-à-dire leur transfert d'un lieu à un autre, était un événement presque aussi important que leur Invention, et pouvait également être commémorée par une fête liturgique. À partir d'une certaine époque en effet, on commença à transporter les restes des martyrs et les autres reliques pour différentes raisons. D'abord pour fonder des autels là où il n'y avait pas de restes de martyrs. Puis, lorsque la religion chrétienne devient officielle, pour augmenter le prestige de certaines métropoles : et surtout Byzance, arbitrairement désignée par Constantin comme nouvelle capitale de l'Empire.
En tant qu'objets précieux, voire de convoitise, les reliques furent régulièrement l'objet au Moyen Âge de dons et de généreux partages, mais aussi de vols (fréquent voire admis en Occident, notamment lors des croisades) voire de razzias : lors de la Quatrième croisade eut lieu la prise de Constantinople, la ville aux nombreuses reliques : les croisés firent main basse sur les trésors (reliques et pierreries) de Constantinople, butin remis entre les mains de l'évêque de Troyes, Garnier de Traînel, dans laquelle on trouvait un morceau considérable de la vraie Croix, du sang du Christ, le Saint Calice de la Cène, mais aussi le chef de saint Philippe, le bras de saint Jacques le Majeur ou le corps entier de sainte Hélène vierge. L'église de Saint-Zacharie dans le Var, possède le San Sabatoun, chausse devenue relique ayant appartenu à Marie, et rapportée par un croisé.
Inversement, on a déplacé continuellement des reliques en Europe au IXe siècle pour les soustraire aux pillages des Vikings qui les détruisaient ou les revendaient à prix d'or.
Ces rites sont à l'origine d'un genre littéraire caractéristique de la littérature hagiographique, le récit de translation ou d’invention de reliques (les translationes) qui forment avec les miracula (recueils de miracles) des recueils indépendants se développant à côté de la traditionnelle vita.
Le droit canon interdit strictement le commerce des reliques, qui est un blasphème. Quant aux reliques les plus significatives, il est absolument interdit de leur faire subir quelque aliénation ou transfert définitif que ce soit sans l'approbation du Saint-Siège. En revanche les reliques de la troisième classe sont distribuées libéralement aux simples fidèles, sous forme par exemple de tout petits fragments d'étoffes ayant été touchées par un saint ou par ses ossements.

### Pratiques cultuelles et justifications théologiques

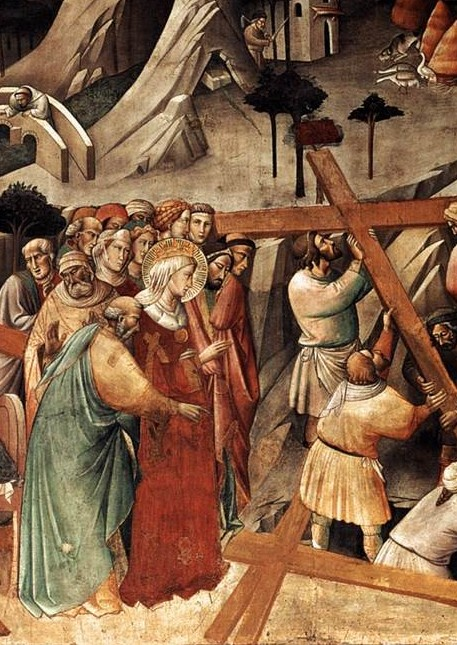
L'Invention de la Croix, Agnolo Gaddi, Florence, 1380.

L'usage majeur des reliques dans la tradition cultuelle orthodoxe et catholique est leur utilisation quasiment obligatoire lors de la consécration d'un autel, sur la base d'un texte scripturaire très précis, Apocalypse VI, 9 : « Je vis sous l'autel les âmes de ceux qui furent égorgés pour la Parole de Dieu et le témoignage (martyre) qu'ils avaient donné ».
La théologie orthodoxe et catholique insiste sur le fait que le culte rendu aux saints en présence de leurs reliques est un culte de dulie et qu'il ne doit en aucun cas dériver en latrie ou adoration, réservée à Dieu seul. Dès l'époque carolingienne, Jonas d'Orléans ou Dungal avancent des justifications théologiques en s'appuyant sur les autorités patristiques mais Claude de Turin nie l'efficacité du culte des reliques, des pèlerinages sur les tombeaux des martyres et du pouvoir d'intercession des saints, les assimilant à des pratiques païennes.
Les théologiens catholiques précisent encore que le culte voué aux reliques est un « culte relatif », c'est-à-dire qu'il doit s'adresser non pas à la chose, mais à la personne qui lui est relative. Par exemple, le culte rendu à la colonne de la flagellation est un culte de latrie relatif (parce qu'on adore l'homme-dieu qui a été attaché à cet objet pour y être fouetté), tandis que le culte rendu aux ossements de sainte Thérèse est seulement un culte de dulie relatif (parce qu'il s'adresse non aux os eux-mêmes mais à la personne de la sainte, qu'il faut révérer sans l'adorer).
Plus concrètement par ailleurs, comme on attribue à la relique des propriétés surnaturelles, on l'insère à certaines époques au moins dans trois sortes d'objets : dans les regalia, comme les sceptres et les couronnes ; dans le pommeau de l'épée des chevaliers, comme la mythique Durandal dont on a déjà parlé ; et enfin, plus normalement, dans des reliquaires et des châsses souvent richement décorés, qui sont destinées à la vénération des fidèles dans les lieux de culte.

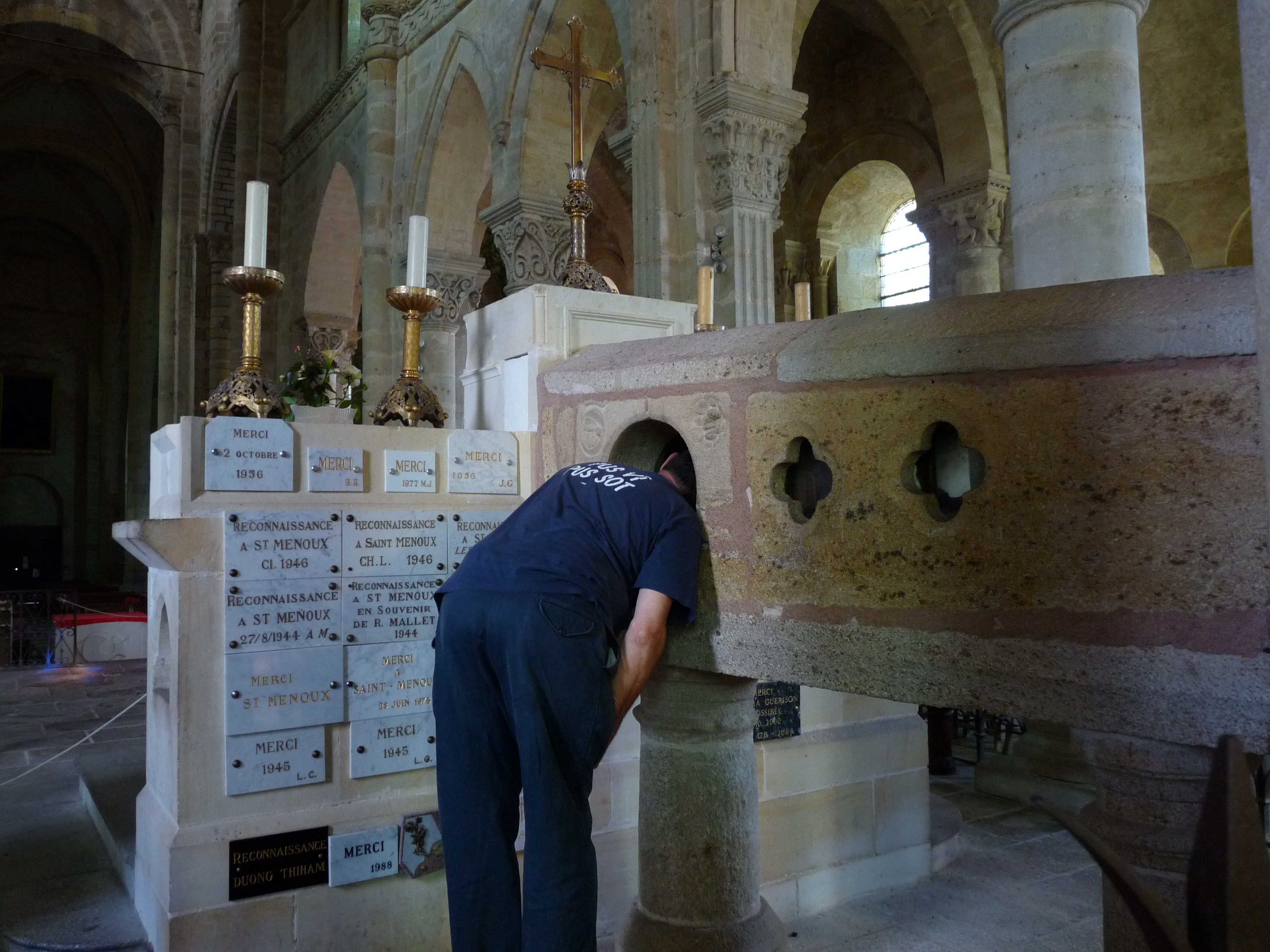
Touriste se faisant « débrediner » pour vénérer les reliques de saint Menoux.

Il est également d'usage tout au long du Moyen Âge de prêter serment en étendant la main sur des reliques, dans la pensée que le saint sur les restes duquel on prête serment ne manquera pas de se venger des parjures qui l'auraient pris à témoin. Helgaud, ami et biographe du roi Robert II le Pieux, le roi de l'an Mil, raconte que pour éviter tout blasphème compromettant l'honneur des saintes reliques le roi avait trouvé un pieux subterfuge : il faisait prêter serment aux puissants sur un reliquaire vide, à leur insu ; quant aux humbles, il leur faisait prêter serment sur un œuf de griffon de sa collection, talisman profane qui était sans doute un œuf d'autruche. Il est aussi d'usage de passer sous la châsse du saint pour se placer sous sa protection.
Il est encore bien d'autres usages des reliques dans la tradition catholique, par exemple, la diffusion à grande échelle de fragments d'étoffes ayant été en contact avec tel ou tel saint ou avec ses ossements (ainsi dès avant les canonisations de Thérèse de Lisieux ou de Bernadette Soubirous). On en espère des miracles qui augmenteront la gloire du saint, voire accélèreront sa canonisation.
Des procédures d'authentification et de certification sont nécessaires, concernant des objets parfois de petite taille qu'on peut facilement contrefaire et qui peuvent se perdre au cours des âges. Deux principes ont été en concurrence au Moyen Âge. Le premier est d'origine populaire : c'est le pouvoir de susciter des guérisons miraculeuses ou d'autres prodiges; mais ce principe est rejeté par les théologiens, qui soulignent que les démons sont parfois les instigateurs de prodiges destinés à égarer les fidèles, comme déjà au XIe siècle Guibert de Nogent, auteur de De Sanctis et pigoribus eorum, premier traité de reliques dans l'histoire chrétienne. Le deuxième est d'origine cléricale : la relique doit être certifiée après contrôle par l'évêque (qui délivre parfois une charte à ses détenteurs), munie d'un parchemin et conservée dans un reliquaire scellé, qui est contrôlé à certains intervalles de temps.

### Différentes catégories de reliques chrétiennes
Les reliques qui ont été livrées à la piété des fidèles au cours des siècles sont d'une très grande variété, car elles ont parfois proliféré d'une manière déconcertante. Il ne faut pas oublier, en considérant la liste hétéroclite qui suit, qui n'en constitue qu'un infime échantillon, que les motivations et l'usage de ces collections bizarres furent eux aussi d'une grande variété, et qu'on n'attendit pas la Réforme pour s'en moquer ni en douter. Quoi qu'il en soit, le plus simple pour s'y retrouver dans cet océan d'objets de toutes sortes est encore de les classer dans l'ordre chronologique de l'Histoire sacrée.

#### Reliques vétéro-testamentaires
Dès l'époque paléochrétienne, on montrait aux touristes-pèlerins qui faisaient le voyage de la Terre Sainte différentes reliques des temps bibliques. certaines d'entre elles passèrent ensuite dans les collections des églises, ou des particuliers d'Europe occidentale.
- Poils de la barbe de Noé, qu'Auguste Ier de Saxe était fier, dit-on, de montrer dans sa collection.
- Verge d'Aaron. Selon l'Épître aux Hébreux, ce bâton était conservé dans l'Arche d'alliance, et, selon le Deuxième livre des Maccabées (II, 4-5), le prophète Jérémie avait dissimulé la dite Arche dans une grotte du mont Nébo. Néanmoins la verge d'Aaron passait aussi pour être conservée en divers lieu de l'Europe chrétienne : en Italie dans l'église romaine de Saint-Jean-de-Latran en même temps que dans la cathédrale de Florence ; en Espagne ; à San Salvador ; en France dans la Sainte Chapelle de Paris en même temps que dans la cathédrale de Bordeaux[63].

#### Reliques de Marie et de la Sainte Enfance
- La Sancta Camisia de Chartres, conservée dans la cathédrale Notre-Dame de Chartres
- La ceinture de la Vierge, le Sacro Cingolo (ou Sacra Cintola) conservée à la cathédrale de Prato, en Italie, et présentée, à la foule des pèlerins, cinq fois par an.
- Le Saint Ombilic.
- Le Saint Berceau de la basilique Sainte-Marie-Majeure de Rome.
- Les Présents des Rois mages, conservés au mont Athos.
- Les restes des Rois mages sont conservés à Cologne, où ils auraient été transportés depuis Milan en 1164.
- Trois crânes de Saints Innocents, au monastère de Coulombs.

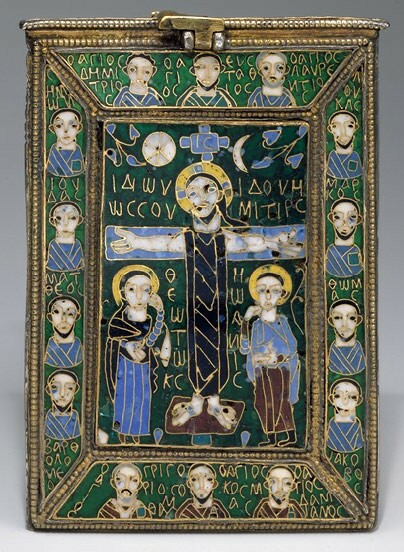
Staurothèque byzantine du début du IXe siècle contenant des fragments de la Sainte-Croix.

- Le Saint Prépuce.
- Les Saintes Dents.

#### Reliques attribuées à Jésus

##### Reliques de la vie publique de Jésus
- La Sainte Tunique du Christ
- Les Sandales du Christ
- Les Saintes Larmes
- Le Saint Calice, conservé notamment dans la cathédrale de Valence en Espagne dans une version, et dans celle de Gênes, le Sacro Catino, dans une autre. Cette relique très particulière qui aurait servi à contenir le vin du dernier repas de Jésus, appelé Sainte Cène a fait l'objet au XIIe siècle de spéculations mythologiques dans le cycle romanesque des Chevaliers de la Table ronde, où il est identifié avec un talisman mythique de la tradition celtique, le Saint Graal.

##### Reliques de la Passion
- La Scala Santa conservée à la basilique romaine de Saint-Jean-de-Latran, et qui passe pour l'escalier sur lequel se trouvait Ponce Pilate quand il s'adressait à la foule.
- La Sainte Couronne (couronne d'épines) de Jésus : acquise en 1239 pour 135 000 livres, par le roi Louis IX de France. Il fit édifier la Sainte-Chapelle afin de la conserver. Elle a été remise à l'archevêché de Paris en 1804 et toujours conservée au Trésor de la cathédrale Notre-Dame de Paris.
- La Sainte Face, linge utilisé par sainte Véronique pour essuyer le visage du Christ au cours de sa montée au Calvaire
- La Sainte-Croix, appelée également la Vraie Croix, et le Titulus Crucis auraient été découverts en 326 par Hélène, la mère de l'empereur romain Constantin Ier. Elle a ensuite été fractionnée et dispersée : un fragment et le Titulus Crucis se trouvent à la basilique Sainte-Croix-de-Jérusalem de Rome, un autre à la Sainte-Chapelle de Paris depuis Louis XI au XIIIe siècle.
- Les Saints clous par lesquels le Christ fut fixé à sa croix, et notamment le Saint Mors (Carpentras) forgé à partir d'un de ces clous au encore le Saint Clou dont la pointe est conservée au trésor de la Cathédrale de Toul.
- La Sainte Tunique d'Argenteuil qui aurait été portée par le Christ sur le chemin de croix.
- La Sainte Éponge.
- La Sainte Lance qui perça le flanc du Christ lors de sa Passion.
- Le Suaire d'Oviedo qui aurait recouvert la tête de Jésus de sa mort à sa mise au tombeau.
- Le Saint Sang contenu dans un Tabernacle à l'église abbatiale de l'abbaye de la Trinité de Fécamp en Normandie.
- Le Saint Sang du Christ conservé à la basilique du Saint-Sang à Bruges, rapporté en 1150 par Thierry d'Alsace.

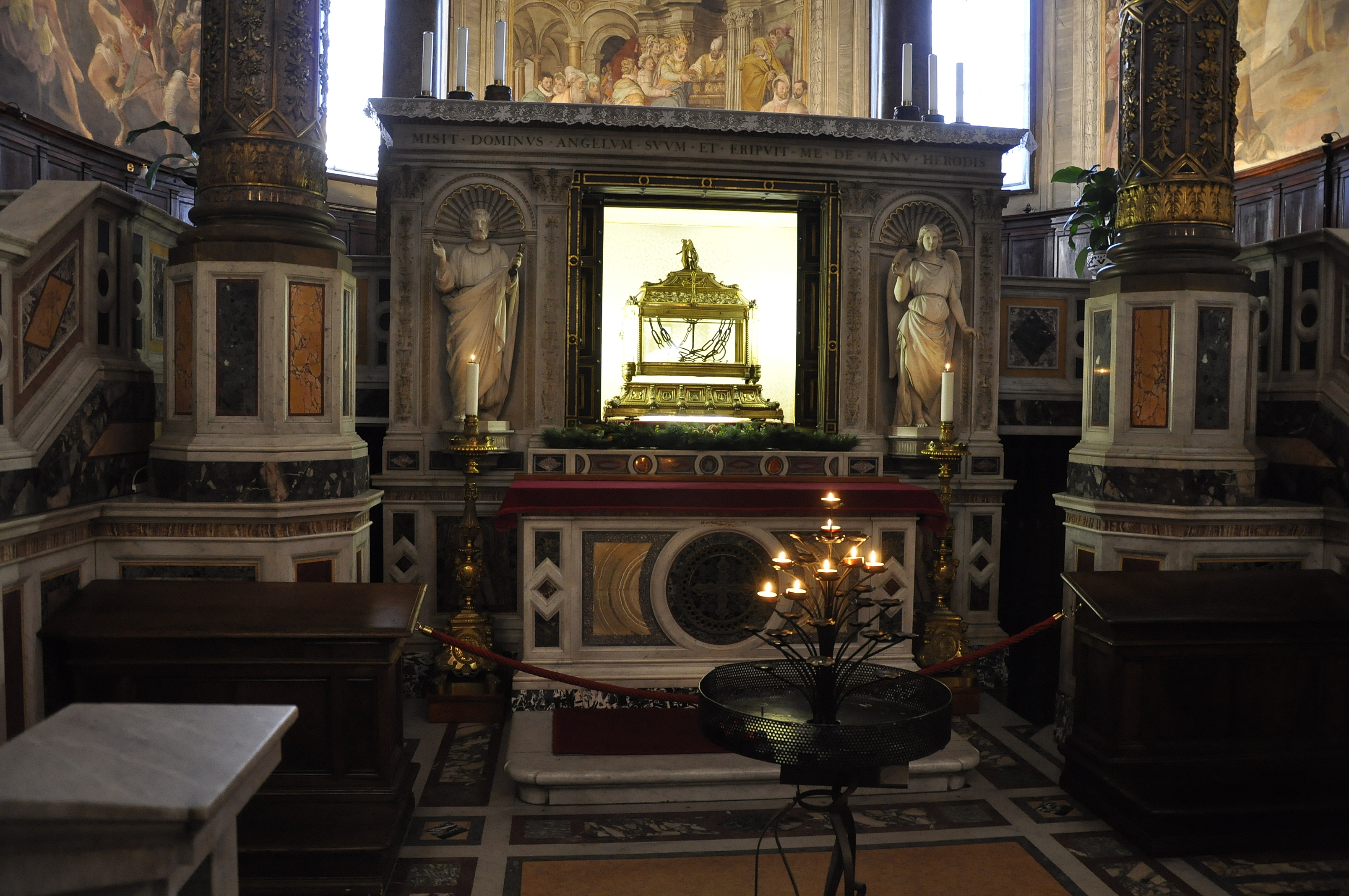
Chaînes de Saint Pierre, conservées à Saint-Pierre-aux-Liens (San Pietro in Vincoli), à Rome.

- Le Saint-Suaire, notamment le suaire de Turin, qui a fait l'objet d'une datation par le carbone 14 très controversée.

##### Reliques du Christ postérieures à sa Résurrection
- Empreintes de ses pieds laissées lors de l'Ascension[64] et conservées sur le Mont des Oliviers.
- Empreinte de ses pieds laissées lors de son apparition légendaire à saint Pierre à Rome lors de l'épisode du Quo vadis.
- Larme versée par une statue du Christ en 998 dans l'église orléanaise de Saint-Pierre-du-Puellier.

#### Reliques de l'âge apostolique
- Les reliques de saint Pierre sont extrêmement importantes puisqu'elles sont, du point de vue catholique, celles du premier des papes romains et que la basilique Saint-Pierre du Vatican est censée être bâtie sur son tombeau. On conserve dans l'archibasilique Saint-Jean de Latran une relique appelée Chef de saint Pierre. Il s'agit en fait de quelques fragments d'os provenant de l'occiput et de la mâchoire[65]. Par ailleurs des fouilles menées dans les années 1960 ont mis au jour sous la basilique du Vatican une ancienne tombe dans un environnement cultuel, portant l'inscription grecque EN(I) PETR, et contenant le corps d'un homme de plus de soixante ans où manquaient précisément les ossements conservés au Latran.
- Les reliques de saint Jacques le Majeur de la cathédrale de Saint-Jacques-de-Compostelle.
- Les reliques de saint Marc à la basilique Saint-Marc de Venise.
- Les chaînes qu'aurait portées saint Pierre en prison sont exposées dans l'église romaine de Saint-Pierre-aux-Liens.
- Le doigt de saint Thomas qui avait été porté dans les plaies de Jésus ressuscité conservé dans la basilique romaine de Sainte-Croix-de-Jérusalem.

#### Reliques de saints martyrs
Les martyrs chrétiens, dont certains ont existé, et dont les autres sont imaginaires, sont innombrables, et on en a encore inventé un grand nombre au XIXe siècle sur des bases prétendument archéologiques.
- Les restes des saints Can, Cantien et Cantienne, par exemple, martyrisés au IIIe siècle près d'Aquilée, étaient conservés au Moyen Âge en différents endroits tels que San Canzian d'Isonzo, Milan, Hildesheim et Étampes. Chacun de ces lieux, semble-t-il, pensait détenir l'ensemble ou du moins la plus grande partie des reliques de ces martyrs[66].
- Le crâne de sainte Foy à Conques.
- Le sang de saint Janvier (San Gennaro) dans la cathédrale de Naples : le sang contenu dans l'ampoule se liquéfie deux fois par an (début mai et le 19 septembre) ; si le « miracle » ne se produit pas, la tradition veut que des malheurs s'abattent sur la ville de Naples.

#### Reliques des Pères de l'Église
Un bras de saint Jean Chrysostome était autrefois conservé à Étampes (Essonne), dans l'église Notre-Dame.
Les reliques de saint Augustin, conservées originellement à Hippone, dans l'actuelle Algérie, passent pour avoir été transférées lors d'une invasion barbare, sans doute celle des Vandales, en Sardaigne. Les Sardes, à leur tour menacés par l'invasion deux siècles plus tard, les cédèrent au roi Lombard Luitprand moyennant 60 000 écus d'or, qui les transféra à Pavie, sa capitale, où elles furent retrouvées le 1er octobre 1695. Elles sont depuis conservées dans la cathédrale de cette ville.

#### Reliques de saints du Moyen Âge

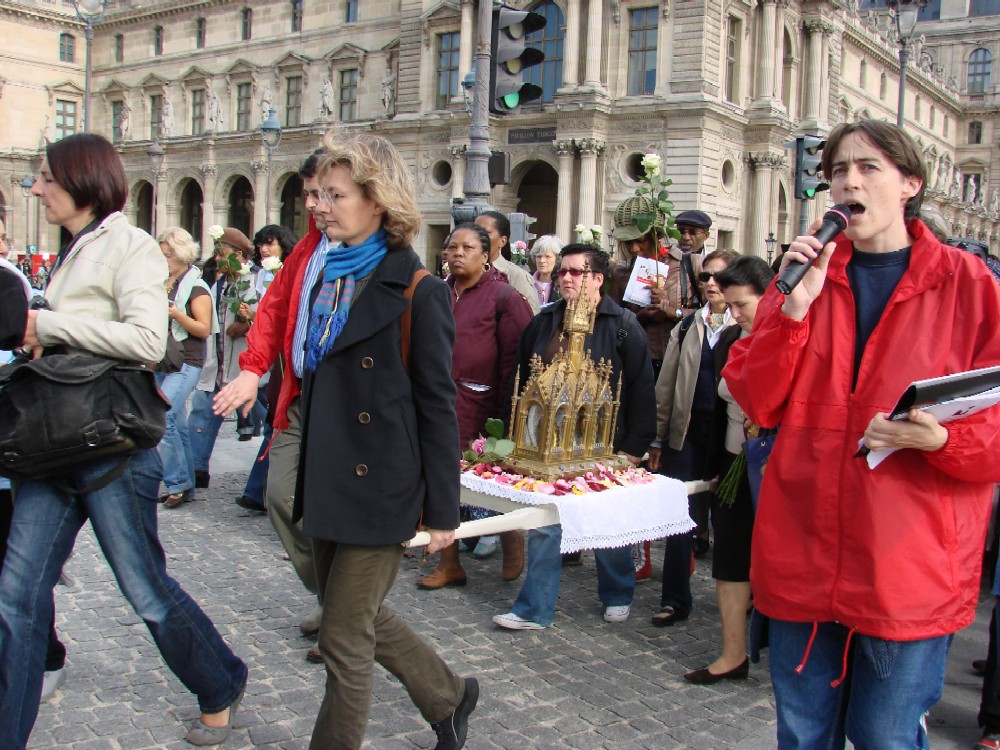
Procession de reliques de Sainte-Thérèse de Lisieux, le samedi 29 9 2007, entre la basilique Notre-Dame des Victoires et la chapelle Sainte-Thérèse, ici au Louvre.

Les restes de saint Benoît passaient pour être détenus par les moines de Fleury, alias Saint-Benoît-sur-Loire, qui les auraient récupérés dans les ruines de l'Abbaye du Mont-Cassin. Mais on les retrouva aussi au dit Mont Cassin lorsque le site fut réoccupé, et la controverse fit rage entre ces deux monastères pendant plusieurs siècles.
La châsse contenant le corps entier momifié naturellement de sainte Rita est à Lucques en Italie.
La châsse contenant le corps de saint Thomas d'Aquin est aujourd'hui à Toulouse au couvent des Jacobins à l'exception de quelques fragments d'os conservés en Italie dans trois églises différentes.

#### Reliques de saints modernes
- Les reliques de saint François Xavier conservées à Goa en Inde ont rassemblé en 2004 plus de trois millions de pèlerins [67].
- Les reliques de saint Benoît Labre (1748-1783) sont conservées pour une part à partie à Amettes et pour une autre dans la basilique de Marçay (Vienne).

#### Reliques de saints contemporains
Une pratique contemporaine étonnante, concernant une sainte récente comme Thérèse de Lisieux (1873-1897), canonisée en 1925, est, plutôt que le démembrement traditionnel entre plusieurs lieux de culte, qui répugne à l'esprit moderne, la circulation à travers le monde de la dépouille du saint ou de ses reliques.
Un document publié en 2003 par la Congrégation pour le culte divin et la discipline des sacrements sous le titre Directoire sur la piété populaire et la liturgie, montre la suspicion actuelle de l'Église au sujet du culte des reliques. Ce document laisse entendre que la vénération des reliques serait propice au développement de « déviances » ou de « formes imparfaites ou erronées de dévotion ».

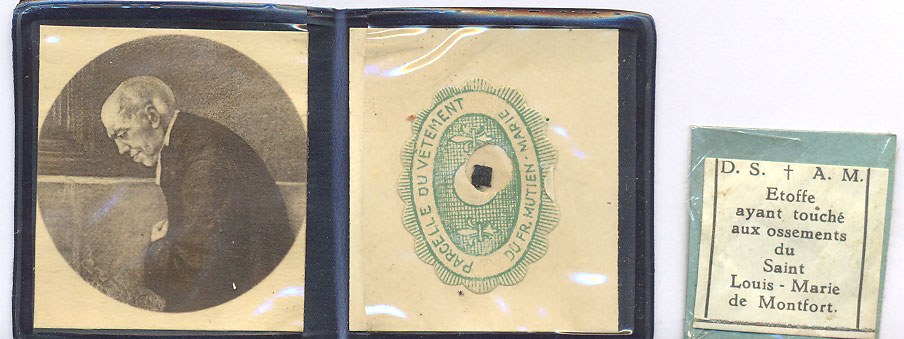
Reliques de 2e et 3e classes.

#### Autres principes de classification

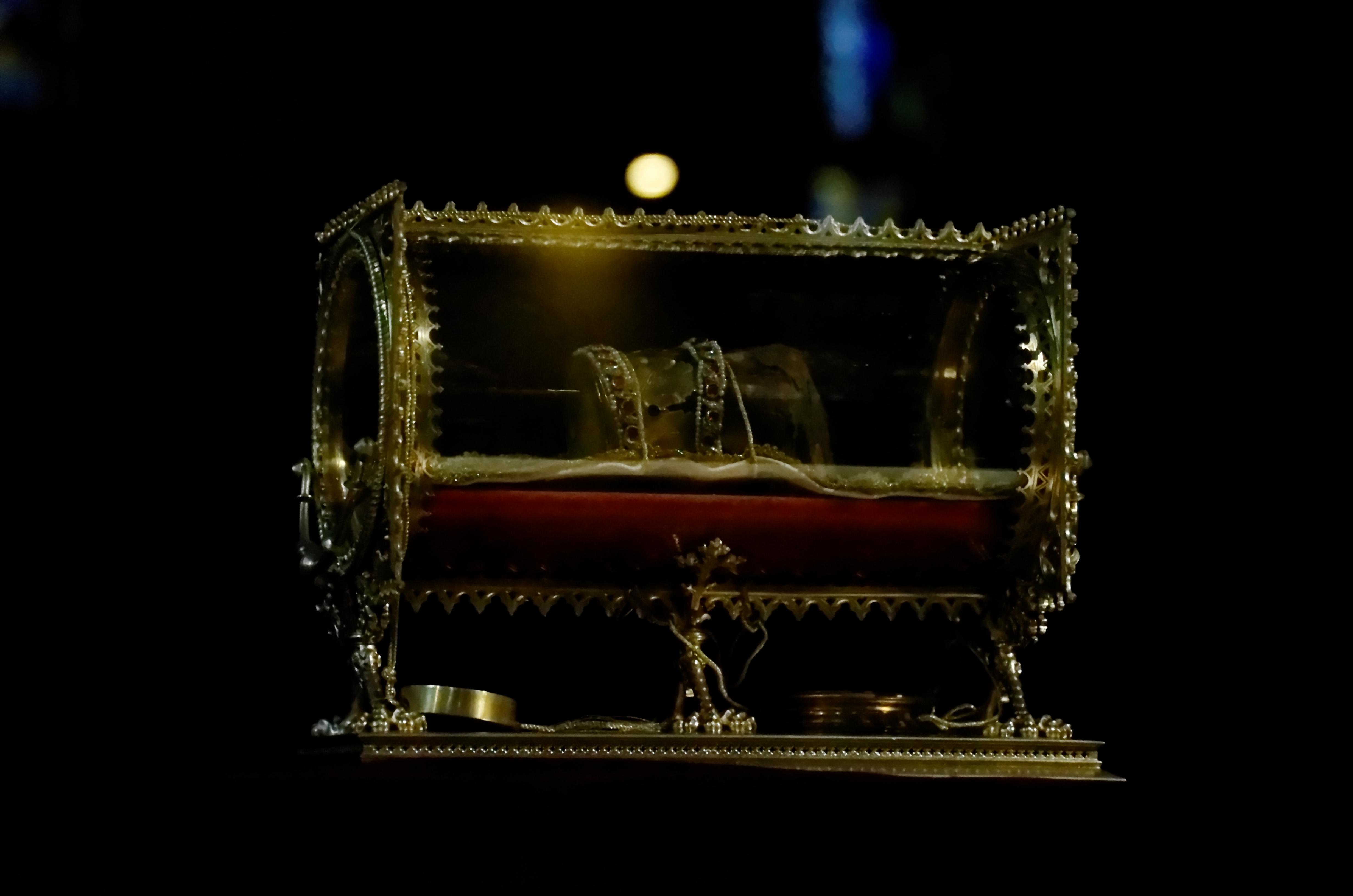
La Sainte-Dextre, avant-bras droit de Saint-Étienne, basilique Saint-Étienne de Pest.

Les textes du droit canonique établissent une hiérarchie précise entre trois types de reliques :
- les reliques dites « insignes » : corps du saint ou partie de son corps telle que « la tête, l’avant-bras, le cœur, la langue, la main ou la jambe (mais pas le tibia) ou la partie du corps dans laquelle le saint a subi le martyre, pourvu qu’elle soit entière et pas petite ».
- les reliques dites « notables » : reliques corporelles provenant de parties du corps moins valorisées (sont ainsi exclus les membres) que les premières (doigt, côte, mâchoires, etc.) ou plus fragmentaires.
- les reliques dites « minimes » : reliques corporelles qui ne sont que de petits fragments pouvant être contenus dans des reliquaires, des médaillons.

Outre les « reliques corporelles » (appelées aussi « reliques réelles »), la doxa étend leur définition aux « reliques représentatives » (appelées aussi « reliques secondaires » ou reliques de contact), objets en rapport avec le Christ, le martyr ou le Saint, qu'ils aient été en contact avec son corps ou mis en contact avec son tombeau (notamment le brandeum, linceul entourant le cadavre du saint ou linge posé volontairement sur le tombeau). L'Église distingue alors quatre classes de reliques :
- La première classe est constituée d'objets directement associés à la vie terrestre du Christ (crèche, clous et croix de la crucifixion, linceul, etc.) ou bien de restes physiques d'un saint (corps ou fragment de corps, sang, etc.). Ces reliques sont catégorisée selon leur provenance (expression en latin du type reliquia ex corpore, « relique du corps »)
  - ex ossibus - des ossements
  - ex carne - de la chair
  - ex corpore - du corps
  - ex praecordis - de l'estomac ou de l'intestin
  - ex piliis - des cheveux (cheveux, barbe ou moustache)
  - ex cineribus - des cendres (martyr brûlé)
  - ex exuviis - des cendres ou de la poussière (recueillie sur la dalle du martyrium)
  - ex tela imbuta sanguine - de tissu trempé dans le sang
  - ex tela imbuta cineribus - de tissu imprégné de cendres
  - ex lignum Crucis D.N.J.C. - du bois de la croix de Domini Nostri Jesu Christi (Notre Seigneur Jésus-Christ)
  - ex rupe presepij - de la grotte de la Nativité
  - ex pelle - de la peau
  - ex sanguine - du sang
  - ex sindonis D.N.J.C. - du linceul de Domini Nostri Jesu Christi
  - ex sudarii - du suaire

- La seconde classe est constituée d'objets qu'un saint a porté (chemise, gant, crucifix, etc.) ou utilisé quotidiennement (livres, crucifix, etc.) :
  - ex pallio - du manteau
  - ex velo - du voile
  - ex indumentis - du vêtement (l'expression fait parfois référence à une relique de troisième et quatrième classe)
  - ex arca sepulchralis - de l'arche sépulcrale (tombeau ou cercueil quadrangulaire en forme de coffre et fermé par un couvercle aux formes variées)
  - ex fune - de la cordelette (celle de certains ordres religieux réguliers portent autour de la taille au-dessus de la robe)
  - ex cilicio - du cilice

- La troisième et quatrième classe est formée d'objets qui ont été en contact respectivement avec des reliques de la première et deuxième classe[73] :
  - ex domo - de la maison
  - ex indumentis

D'autres principes sont en vigueur pour évaluer l'intérêt des reliques de la première classe.
- Les restes de martyrs sont plus prisés que ceux des autres saints.
- On apprécie aussi fort les corps qui paraissent avoir été miraculeusement préservés de la corruption.
- L'intérêt de certains ossements est parfois majoré par la signification symbolique du membre conservé. Ainsi le bras d'un roi comme saint Étienne de Hongrie sera spécialement considéré, ou la tête d'un théologien comme Thomas d'Aquin.

Les reliques peuvent enfin être classées selon une typologie fonctionnelle : relique thaumaturge, relique protectrice ou tutélaire, relique de pouvoir, sans qu'il soit toujours possible d'établir une distinction nette entre ces différents types.

#### Collections célèbres de reliques chrétiennes
Certaines collections de reliques sont célèbres entre toutes.
- Reliques de la Sainte-Chapelle, assemblées par saint Louis.
- Reliques de l'Escurial. Dans le cadre de la Contre-Réforme, Philippe II d'Espagne constitua dans son palais-monastère de l'Escurial l'une des plus grandes collections de reliques du monde catholique : on y trouve quelque 7 500 reliques abritées dans 570 reliquaires répartis dans tout le monastère, spécialement dans la basilique Saint-Laurent.
- Reliques de la basilique romaine de Saint-Jean-de-Latran et spécialement de sa chapelle papale appelée Sancta Sanctorum.
- Reliques de Saint-Sernin à Toulouse. Il s'agit d'une antique et vénérable collection, constituée essentiellement au XIVe siècle[75].
- Reliques de Notre-Dame de Longpont (Essonne).
- Reliques de l'église abbatiale de Saint-Antoine-l'Abbaye (Isère). Siège d'un prestigieux ordre hospitalier antonin aujourd'hui disparu, cette église renferme les reliques de Saint Antoine le Grand, anachorète du Ier siècle qui vécut en Égypte (procession annuelle des reliques le jeudi de l’Ascension), ainsi que des reliques de plus de 80 saints martyrs conservés dans de nombreux reliquaires[76].

### La tradition critique dans le monde occidental

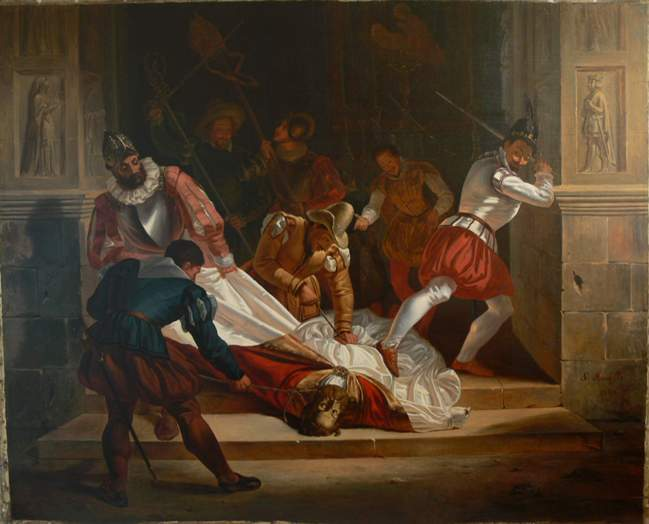
Louis-Joseph Fanelli-Semah (1804-1875) : Le corps de saint Fulcran profané par les protestants (cathédrale saint-Fulcran de Lodève, 1834).

Le monde chrétien est traversé au cours des siècles par une tradition critique qui s'exprime, concernant la question des reliques, de diverses manières.
- Les évêques dès le départ revendiquent un discernement qui l'emporte sur la piété populaire mal éclairée, et même sur les pouvoirs éventuellement thaumaturgiques des reliques vénérées par leurs ouailles. Ainsi saint Martin de Tours, dès le IVe siècle fit jeter aux ordures les restes d'un personnage injustement vénéré[77].
- Le culte des reliques est dévalorisé dès le haut Moyen Âge par des auteurs tels que Claude de Turin au IXe siècle et Guibert de Nogent au XIe[78].
- La Réforme protestante se situe dans cette tradition critique, à la suite de Jean Calvin qui, dans son Traité des reliques[79] (1543), rejette la vénération des reliques comme un dévoiement inexcusable du christianisme authentique. Les protestants remettent violemment en cause le culte des reliques, n'hésitant pas, dès qu'ils en ont l'occasion, à détruire les restes vénérés des saints en même temps que les statues ou autres représentations iconographiques. Dès lors la tradition n'est plus continuée que par les catholiques et les orthodoxes.
- La Contre-Réforme catholique qui s'ensuit, par la voix du concile de Trente, réaffirme la légitimité du culte voué aux reliques, comme aux tombeaux et aux images; mais elle place la dévotion populaire sous le contrôle étroit de l'évêque, chargé d'en expurger toute superstition, notamment lors de ses visites pastorales dans les paroisses. Le clergé jette alors en effet un regard de suspicion sur l'individualisme du pèlerin et ses dévotions indécentes[80].
- Lors de la Révolution française, de nombreuses reliques sont à nouveau sauvagement détruites comme vestiges du « fanatisme ».
- Au début du XXe siècle, Sante Ferrini dénonce avec ironie le culte des saints et la vénération de leurs reliques. Pour convaincre ses lecteurs, tel Calvin en son temps, il dresse l’inventaire chiffré des reliques de quelques saints parmi les plus connus espérant démontrer ainsi l’absurdité d’une telle croyance qu’il considère comme une vaste escroquerie organisée par le clergé[81].
- Enfin, à partir des années 1960, le catholicisme est gagné à son tour par une certaine indifférence, sinon même par une certaine hostilité dans une partie de son clergé qui incite à écarter dans la vénération des reliques ce qui relève de la superstition. De nombreux reliquaires sont dès lors livrés à l'abandon, voire à la décharge. Certaines reliques de la première classe se retrouvent en vente sur Internet mais certaines ostensions continuent d'attirer des foules (ostensions limousines, suaire de Turin)[82].

## Vénération des reliques dans l’islam
D'une manière générale, l'islam reproduit en la matière les traditions antérieures du judaïsme ancien et du christianisme de son temps. La plus grande collection de reliques musulmanes (Reliques Sacrées de l'islam) est conservée au palais de Topkapi à Istanbul, et continue à sa manière la tradition antérieure byzantine.

### Reliques de personnages saints de la Bible hébraïque et du Nouveau testament
- Turban de Joseph (le Patriarche) à Topkapi.
- Bâton de Moïse à Topkapi.
- Épée de David, conservée à Topkapi.
- Main de saint Jean-Baptiste, qui était autrefois au monastère de Saint-Jean-de-Stoudion de Constantinople en Turquie, aujourd'hui également conservée à Topkapi.

### Reliques de Mahomet

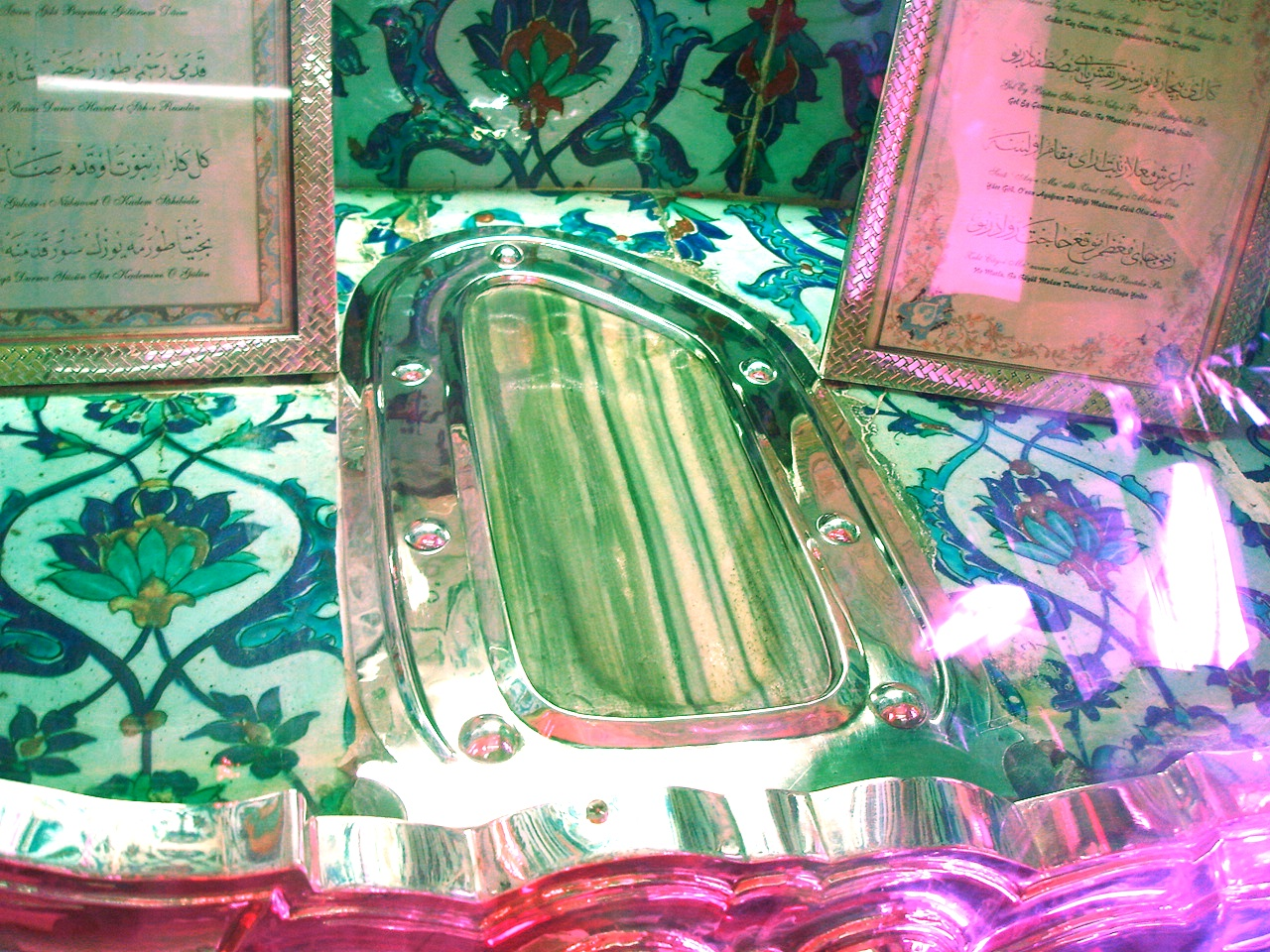
Vestigium pedis en Islam : l'empreinte des pieds du Prophète conservée au musée Topkapi à Istanbul.

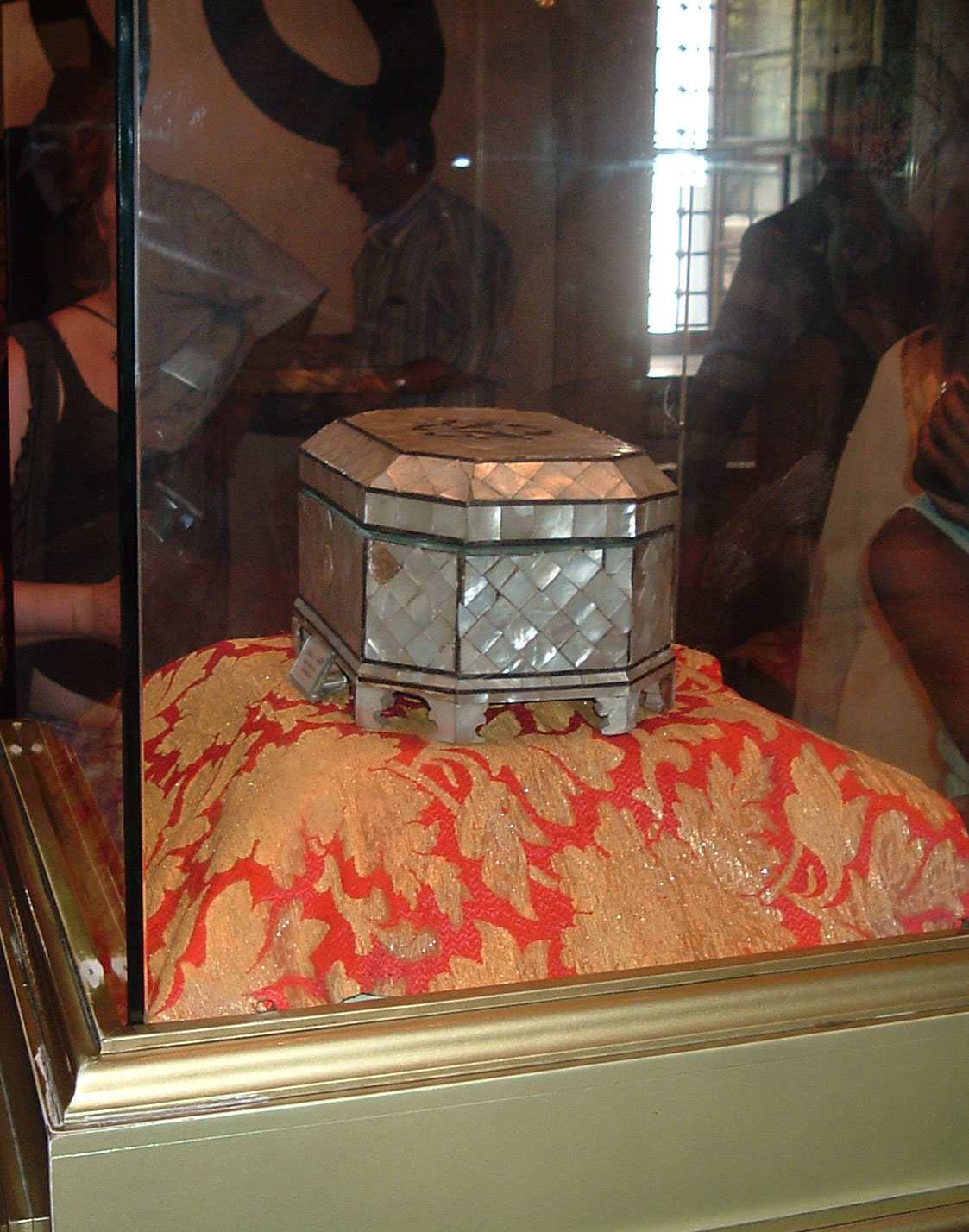
Reliquaire de la barbe de Mahomet à Konya.

- Collection de reliques du palais de Topkapi à Istanbul. Byzance, capitale d'un vaste empire chrétien, avait possédé de nombreuses et précieuses reliques, qui furent pour la plupart pillées par les croisés. Après la prise de la ville par les Turcs, la ville devint sous le nom d'Istanbul la capitale de l'Empire ottoman et les sultans eurent à cœur de constituer à leur tour une prestigieuse collection de reliques musulmanes, qui comprend aujourd'hui plus de 600 pièces conservées au palais de Topkapi à Istanbul : épées de Mahomet (sabres de combat et deux épées en or enrichies de pierres précieuses), son ac de guerre et ses flèches, son manteau, ses sandales, sa bannière, un morceau de ses dents cassées lors de la bataille d'Uhud, cheveux et poils de sa barbe, une de ses lettres, trace de ses pas, etc.
- Rituel en vigueur à Topkapi. Bien que la plupart de ces reliques soient exposées en permanence, les plus importantes d'entre elles ne le sont que pendant le mois du Ramadan. Le Coran est récité de manière ininterrompue auprès de ces reliques depuis qu'elles ont été transférées à Topkapi.
- Poils de la barbe de Mahomet. On en conserve en différents lieux du monde islamique. Les uns sont à Topkapi. Un autre également en Turquie, dans le mausolée Mevlana de Konya. Un autre poil de la barbe de Mahomet est conservé en Inde dans la mosquée Azratbal de Srinagar, la capitale de l'État de Jammu et Cachemire. En 1963, le vol de cette relique mit toute la région à feu et à sang pendant une semaine, jusqu'au retour soudain et mal expliqué de la relique. En 1993, des militants armés s'y sont barricadés avec des otages quand la police s'est aperçue qu'on avait endommagé le cadenas fermant la porte du lieu où il était conservée.
- Une paire de chaussures de Mahomet, très sacrée pour les pèlerins musulmans, qui se trouvait à Lahore au Pakistan a été volée en 2002[83].
- Le sanctuaire de Kherqa Sharif, en Afghanistan, abrite un vêtement que Mahomet aurait porté au cours de l'Isra.

### Reliques chiites
- Les reliques de l'imam Ali sont conservées dans la mosquée de Samarra en Irak.

### Reliques de saints marabouts
- Dans certaines régions du Maghreb et du Sahel, le marabout est un saint local reconnu dont le tombeau est l'objet d'un culte populaire. C'est aussi le nom donné au tombeau lui-même. Il s'ensuit un certain nombre de pratiques et de croyances populaires contaminées par des pratiques ancestrales que condamne vivement l'Islam intégriste, comme on l'a constaté en 2013 au Mali lors de la destruction de plusieurs mausolées par des bandes armées de musulmans fondamentalistes.

## Reliques profanes

### Belgique
À Liège, le cœur d'André Grétry (1741-1813), musicien originaire de la ville, a été placé dans le socle de la statue lui étant consacrée, édifiée devant l'Opéra royal de Wallonie. Son corps repose au cimetière du Père-Lachaise à Paris.

### France

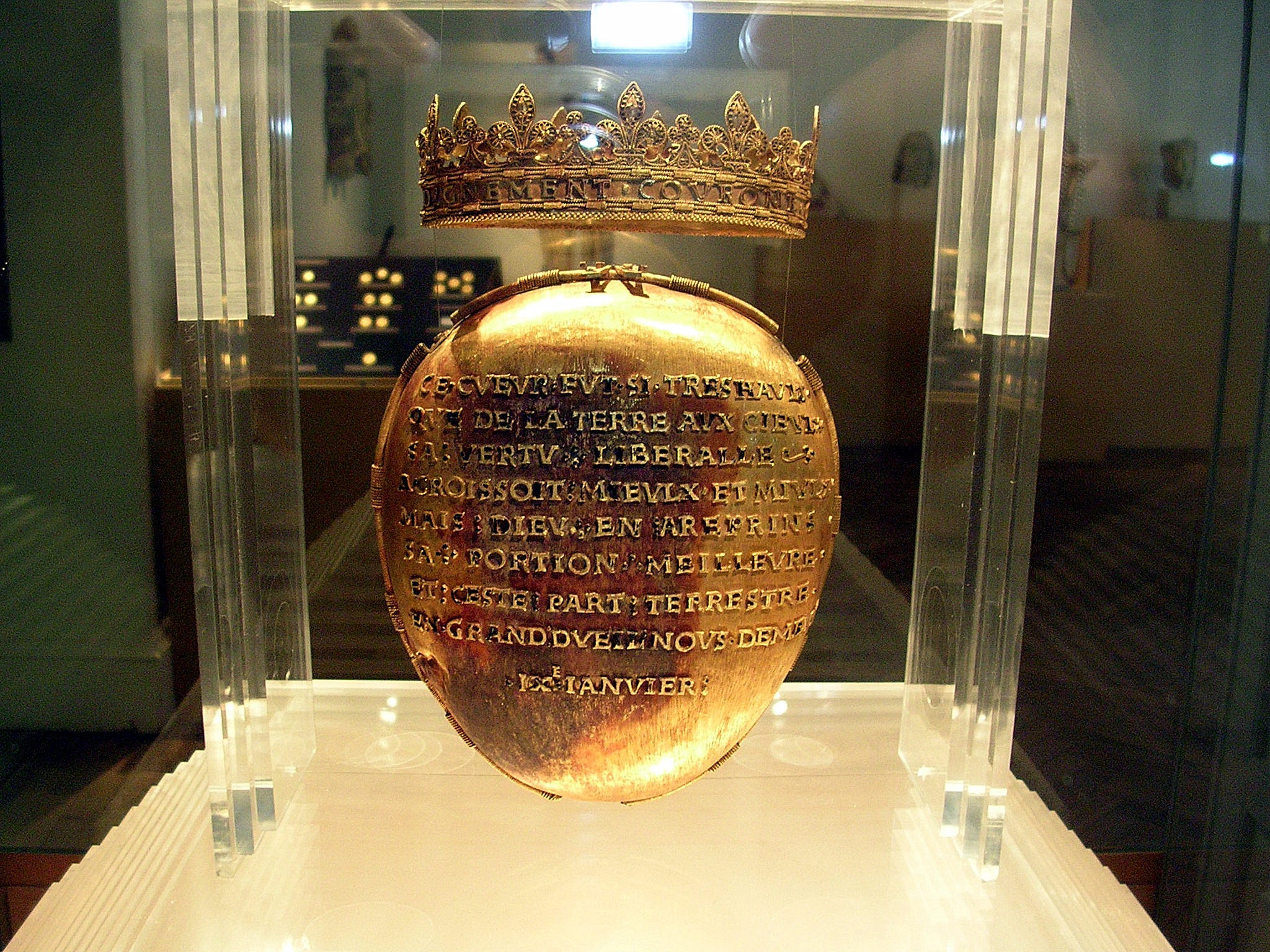
Reliquaire du cœur d'Anne de Bretagne, musée Dobrée, Nantes.

- L'usage de l'ancienne France était de conserver, par exemple, le cœur des rois à part, et le plus souvent dans une autre église que le reste de leur dépouille (le roi était en général enterré à la basilique de Saint-Denis, mais son cœur était attribué à une congrégation religieuse de son choix)[84]. Aussi a-t-on appelé reliquaires les récipients où on les conservait, par analogie avec ceux des saints. Le corps de Du Guesclin fut quant à lui réparti entre 4 sépultures[85].

- Cette tradition s'est perpétuée sous l'Empire puis sous la République concernant les inhumations au Panthéon, particulièrement quand la famille est opposée au transfert des cendres d'un grand homme hors de son cimetière d'élection. Le cas le plus célèbre, mais non le seul, est celui de Léon Gambetta (1838-1882), dont le cœur seul a été transféré au Panthéon le 11 novembre 1920, tandis que la dépouille du grand homme était laissée au cimetière de Nice. L'urne contenant son cœur a été placée dans une niche de l'escalier descendant à la crypte du Panthéon[84].

- À l'époque romantique ont fleuri des reliquaires napoléoniens, destinés à honorer le souvenir de l'empereur Napoléon Ier.

- On cite aussi comme une bizarrerie inexpliquée le reliquaire gothique en cuivre doré découvert par les héritiers de Vivant Denon (1747-1826), contenant entre autres des fragments d'os d'Héloïse et d'Abélard, une partie de la barbe d'Henri IV arrachée à sa tombe en 1793, une dent de Voltaire, et quantité de restes d'autres personnages historiques : il est conservé actuellement à l'hôtel Bertrand de Châteauroux[86].

- À la même époque on a souvent conservé dans différentes sortes de reliquaires des souvenirs familiaux ou galants, tels que, par exemple, la boucle de cheveux d'une personne chère et trop tôt disparue.

### Italie
Les Italiens vénérant les reliques des saints, leur assimilent certains hommes illustres tels que Galilée :
- Au Musée de la Storia della Scienza (Histoire des Sciences) de Florence, près des Offices, dans une des vitrines consacrées à de nombreux instruments de Galilée, on trouve également la relique momifiée de l'index de Galilée, celui-là même ayant désigné les astres qu'il voyait avec sa lunette.
- À Padoue, l'université de « la Bô » conserve, à l'académie, l'épine dorsale de Galilée ; ce qui fait écrire à André Suarès, dans son Voyage du Condottière : « Peuple à reliques : ils ont aussi l'épine dorsale de Galilée, à l'Académie, en rien différente d'une autre épine, un os à moelle pour le pot-au-feu du dimanche. Il faudrait mettre le tout dans un tronc à la Sainte Science ou à Saint Antoine »[87].

### Russie
- Dans un mausolée de granit rouge situé à Moscou sur la place Rouge, repose Lénine, révolutionnaire et homme politique soviétique. Son corps embaumé (selon une méthode exclusive) est exposé au public depuis 1924, l'année de sa mort. Le mausolée est maintenu à une température de 16,6 degrés, le taux d'humidité y est de 70 %. L'état du corps est excellent — voire meilleur —, grâce aux techniques de conservation utilisées et au travail scientifique qui entoure la dépouille[88],[89].

## Autres applications du terme «relique»
La langue française use du terme « relique » dans d'autres acceptions que strictement religieuses.
- Dans le langage littéraire, il désigne (seulement au pluriel) « les débris de quelque chose de grand » (définition de Littré). Ce sens s'appuie directement sur l'étymologie sans passer par le sens usuel du mot, c'est un pur latinisme.
- Reliques dites d'affection. Il s'agit d'objets auquel on accorde moralement un grand prix, tels que la boucle de cheveux d'une personne aimée. À l'époque romantique, on a usé de véritables reliquaires personnels pour conserver ce type d'objets. Ce sens s'appuie sur l'analogie, par extension du sens le plus usuel du mot.
- On parle aussi de reliques pour désigner les objets que détiennent et vénèrent les fans d'une vedette à laquelle ils vouent un véritable culte, tel que le maillot qui a été porté par un grand joueur. Cet emploi est métaphorique.
- Dans les jeux de rôle en vogue depuis la fin du XXe siècle, le mot « relique » désigne toutes sortes de talismans censés accroître les pouvoirs magiques du personnage dont on joue le rôle.
- En biologie, on parle d'espèce relique ou de population relique pour désigner une espèce ou une population d'une espèce qui sont survivantes d'une époque différente ou d'une répartition plus large, à la suite de changements de conditions climatiques[90].